# Llista d'asteroides (425001-426000)
Llista d'asteroides del 425.001 al 426.000, amb data de descoberta i descobridor. És un fragment de la llista d'asteroides completa. Als asteroides se'ls dona un número quan es confirma la seva òrbita, per tant apareixen llistats aproximadament segons la data de descobriment.

## 425001-425100
| Nom    | Designació provisional | Data de descobriment   | Lloc de descobriment | Descobridor/s          |
| ------ | ---------------------- | ---------------------- | -------------------- | ---------------------- |
| 425001 | 2009 CN64              | 3 de febrer de 2009    | Kitt Peak            | Spacewatch             |
| 425002 | 2009 DL4               | 20 de febrer de 2009   | Catalina             | CSS                    |
| 425003 | 2009 DK6               | 17 de febrer de 2009   | Kitt Peak            | Spacewatch             |
| 425004 | 2009 DN39              | 18 de febrer de 2009   | Wildberg             | R. Apitzsch            |
| 425005 | 2009 DU46              | 28 de febrer de 2009   | Socorro              | LINEAR                 |
| 425006 | 2009 DF64              | 22 de febrer de 2009   | Kitt Peak            | Spacewatch             |
| 425007 | 2009 DQ66              | 24 de febrer de 2009   | Mount Lemmon         | Mt. Lemmon Survey      |
| 425008 | 2009 DE76              | 21 de febrer de 2009   | Mount Lemmon         | Mt. Lemmon Survey      |
| 425009 | 2009 DZ88              | 22 de febrer de 2009   | Siding Spring        | Siding Spring Survey   |
| 425010 | 2009 DU106             | 28 de febrer de 2009   | Kitt Peak            | Spacewatch             |
| 425011 | 2009 DC112             | 26 de febrer de 2009   | Calar Alto           | F. Hormuth             |
| 425012 | 2009 DN124             | 19 de febrer de 2009   | Kitt Peak            | Spacewatch             |
| 425013 | 2009 DV124             | 19 de febrer de 2009   | Kitt Peak            | Spacewatch             |
| 425014 | 2009 DW125             | 19 de febrer de 2009   | Kitt Peak            | Spacewatch             |
| 425015 | 2009 DJ126             | 19 de febrer de 2009   | Kitt Peak            | Spacewatch             |
| 425016 | 2009 EL6               | 1 de març de 2009      | Mount Lemmon         | Mt. Lemmon Survey      |
| 425017 | 2009 EW16              | 15 de març de 2009     | Kitt Peak            | Spacewatch             |
| 425018 | 2009 EE19              | 15 de març de 2009     | Mount Lemmon         | Mt. Lemmon Survey      |
| 425019 | 2009 EK29              | 2 de març de 2009      | Mount Lemmon         | Mt. Lemmon Survey      |
| 425020 | 2009 ES30              | 3 de març de 2009      | Kitt Peak            | Spacewatch             |
| 425021 | 2009 FH3               | 20 de febrer de 2009   | Kitt Peak            | Spacewatch             |
| 425022 | 2009 FN7               | 16 de març de 2009     | Kitt Peak            | Spacewatch             |
| 425023 | 2009 FL22              | 19 de març de 2009     | Calar Alto           | F. Hormuth             |
| 425024 | 2009 FK66              | 21 de març de 2009     | Kitt Peak            | Spacewatch             |
| 425025 | 2009 FR67              | 19 de març de 2009     | Kitt Peak            | Spacewatch             |
| 425026 | 2009 FB70              | 18 de març de 2009     | Mount Lemmon         | Mt. Lemmon Survey      |
| 425027 | 2009 FN71              | 28 de març de 2009     | Mount Lemmon         | Mt. Lemmon Survey      |
| 425028 | 2009 FZ72              | 19 de març de 2009     | Mount Lemmon         | Mt. Lemmon Survey      |
| 425029 | 2009 FL74              | 16 de març de 2009     | Mount Lemmon         | Mt. Lemmon Survey      |
| 425030 | 2009 FC77              | 18 de març de 2009     | Kitt Peak            | Spacewatch             |
| 425031 | 2009 HF18              | 18 d'abril de 2009     | Mount Lemmon         | Mt. Lemmon Survey      |
| 425032 | 2009 HQ24              | 17 d'abril de 2009     | Kitt Peak            | Spacewatch             |
| 425033 | 2009 HL29              | 19 d'abril de 2009     | Kitt Peak            | Spacewatch             |
| 425034 | 2009 HJ78              | 24 d'abril de 2009     | Mount Lemmon         | Mt. Lemmon Survey      |
| 425035 | 2009 HK98              | 2 d'abril de 2009      | Kitt Peak            | Spacewatch             |
| 425036 | 2009 HF103             | 18 d'abril de 2009     | Kitt Peak            | Spacewatch             |
| 425037 | 2009 HT104             | 18 d'abril de 2009     | Kitt Peak            | Spacewatch             |
| 425038 | 2009 KN16              | 26 de maig de 2009     | Kitt Peak            | Spacewatch             |
| 425039 | 2009 KX37              | 7 de febrer de 2006    | Mount Lemmon         | Mt. Lemmon Survey      |
| 425040 | 2009 MS2               | 17 de juny de 2009     | Kitt Peak            | Spacewatch             |
| 425041 | 2009 OF9               | 28 de juliol de 2009   | La Sagra             | OAM                    |
| 425042 | 2009 PR                | 13 d'agost de 2009     | Dauban               | F. Kugel               |
| 425043 | 2009 PE3               | 12 d'agost de 2009     | La Sagra             | OAM                    |
| 425044 | 2009 PV7               | 15 d'agost de 2009     | Catalina             | CSS                    |
| 425045 | 2009 PQ12              | 15 d'agost de 2009     | Catalina             | CSS                    |
| 425046 | 2009 QY2               | 16 d'agost de 2009     | Kitt Peak            | Spacewatch             |
| 425047 | 2009 QE8               | 20 d'agost de 2009     | Kitt Peak            | Spacewatch             |
| 425048 | 2009 QW10              | 22 d'agost de 2009     | Dauban               | F. Kugel               |
| 425049 | 2009 QS21              | 19 d'agost de 2009     | La Sagra             | OAM                    |
| 425050 | 2009 QR23              | 16 d'agost de 2009     | Kitt Peak            | Spacewatch             |
| 425051 | 2009 QR29              | 23 d'agost de 2009     | Bergisch Gladbac     | W. Bickel              |
| 425052 | 2009 QP32              | 23 d'agost de 2009     | Wildberg             | R. Apitzsch            |
| 425053 | 2009 QM33              | 24 d'agost de 2009     | La Sagra             | OAM                    |
| 425054 | 2009 QQ34              | 21 de juny de 2009     | Mount Lemmon         | Mt. Lemmon Survey      |
| 425055 | 2009 QA40              | 27 d'agost de 2009     | Kitt Peak            | Spacewatch             |
| 425056 | 2009 QM50              | 26 de març de 2007     | Mount Lemmon         | Mt. Lemmon Survey      |
| 425057 | 2009 QK54              | 26 d'agost de 2009     | Catalina             | CSS                    |
| 425058 | 2009 QB59              | 27 d'agost de 2009     | Kitt Peak            | Spacewatch             |
| 425059 | 2009 QC62              | 28 d'agost de 2009     | Socorro              | LINEAR                 |
| 425060 | 2009 RN3               | 16 d'agost de 2009     | Catalina             | CSS                    |
| 425061 | 2009 RF8               | 12 de setembre de 2009 | Kitt Peak            | Spacewatch             |
| 425062 | 2009 RZ8               | 12 de setembre de 2009 | Kitt Peak            | Spacewatch             |
| 425063 | 2009 RQ10              | 12 de setembre de 2009 | Kitt Peak            | Spacewatch             |
| 425064 | 2009 RD15              | 1 de novembre de 2005  | Mount Lemmon         | Mt. Lemmon Survey      |
| 425065 | 2009 RV15              | 12 de setembre de 2009 | Kitt Peak            | Spacewatch             |
| 425066 | 2009 RB19              | 13 de setembre de 2009 | Purple Mountain      | PMO NEO Survey Program |
| 425067 | 2009 RP20              | 14 de setembre de 2009 | Kitt Peak            | Spacewatch             |
| 425068 | 2009 RN37              | 15 de setembre de 2009 | Kitt Peak            | Spacewatch             |
| 425069 | 2009 RJ41              | 15 de setembre de 2009 | Kitt Peak            | Spacewatch             |
| 425070 | 2009 RL43              | 15 de setembre de 2009 | Kitt Peak            | Spacewatch             |
| 425071 | 2009 RB46              | 15 de setembre de 2009 | Kitt Peak            | Spacewatch             |
| 425072 | 2009 RQ55              | 15 de setembre de 2009 | Kitt Peak            | Spacewatch             |
| 425073 | 2009 RV59              | 10 de setembre de 2009 | Catalina             | CSS                    |
| 425074 | 2009 RF61              | 15 de setembre de 2009 | Catalina             | CSS                    |
| 425075 | 2009 RN65              | 15 de setembre de 2009 | Kitt Peak            | Spacewatch             |
| 425076 | 2009 RC69              | 15 de setembre de 2009 | Kitt Peak            | Spacewatch             |
| 425077 | 2009 RG69              | 15 de setembre de 2009 | Mount Lemmon         | Mt. Lemmon Survey      |
| 425078 | 2009 RE70              | 15 de setembre de 2009 | Kitt Peak            | Spacewatch             |
| 425079 | 2009 RX70              | 15 de setembre de 2009 | Kitt Peak            | Spacewatch             |
| 425080 | 2009 RB71              | 15 de setembre de 2009 | Kitt Peak            | Spacewatch             |
| 425081 | 2009 RO72              | 15 de setembre de 2009 | Kitt Peak            | Spacewatch             |
| 425082 | 2009 RH74              | 15 de setembre de 2009 | Kitt Peak            | Spacewatch             |
| 425083 | 2009 RJ75              | 15 de setembre de 2009 | Kitt Peak            | Spacewatch             |
| 425084 | 2009 SB2               | 18 d'agost de 2009     | Catalina             | CSS                    |
| 425085 | 2009 SS15              | 19 de setembre de 2009 | Bisei SG Center      | BATTeRS                |
| 425086 | 2009 SG19              | 22 de setembre de 2009 | Altschwendt          | W. Ries                |
| 425087 | 2009 SJ23              | 16 de setembre de 2009 | Kitt Peak            | Spacewatch             |
| 425088 | 2009 SP25              | 16 de setembre de 2009 | Kitt Peak            | Spacewatch             |
| 425089 | 2009 SL31              | 16 de setembre de 2009 | Kitt Peak            | Spacewatch             |
| 425090 | 2009 SX36              | 16 de setembre de 2009 | Kitt Peak            | Spacewatch             |
| 425091 | 2009 SW37              | 16 de setembre de 2009 | Kitt Peak            | Spacewatch             |
| 425092 | 2009 SE44              | 16 de setembre de 2009 | Kitt Peak            | Spacewatch             |
| 425093 | 2009 SW58              | 17 de setembre de 2009 | Kitt Peak            | Spacewatch             |
| 425094 | 2009 SU59              | 17 de setembre de 2009 | Kitt Peak            | Spacewatch             |
| 425095 | 2009 SD66              | 17 de setembre de 2009 | Kitt Peak            | Spacewatch             |
| 425096 | 2009 SZ68              | 17 de setembre de 2009 | Kitt Peak            | Spacewatch             |
| 425097 | 2009 SN76              | 17 de setembre de 2009 | Kitt Peak            | Spacewatch             |
| 425098 | 2009 SY89              | 18 de setembre de 2009 | Mount Lemmon         | Mt. Lemmon Survey      |
| 425099 | 2009 SF98              | 2 de març de 2008      | Kitt Peak            | Spacewatch             |
| 425100 | 2009 SP102             | 22 de setembre de 2009 | Socorro              | LINEAR                 |

## 425101-425200
| Nom    | Designació provisional | Data de descobriment   | Lloc de descobriment | Descobridor/s     |
| ------ | ---------------------- | ---------------------- | -------------------- | ----------------- |
| 425101 | 2009 SN108             | 16 de setembre de 2009 | Mount Lemmon         | Mt. Lemmon Survey |
| 425102 | 2009 SN111             | 18 de setembre de 2009 | Kitt Peak            | Spacewatch        |
| 425103 | 2009 SS113             | 10 de novembre de 2005 | Kitt Peak            | Spacewatch        |
| 425104 | 2009 ST115             | 1 de novembre de 2005  | Mount Lemmon         | Mt. Lemmon Survey |
| 425105 | 2009 SF117             | 18 de setembre de 2009 | Kitt Peak            | Spacewatch        |
| 425106 | 2009 SA119             | 18 de setembre de 2009 | Kitt Peak            | Spacewatch        |
| 425107 | 2009 SF119             | 18 de setembre de 2009 | Kitt Peak            | Spacewatch        |
| 425108 | 2009 SM121             | 18 de setembre de 2009 | Kitt Peak            | Spacewatch        |
| 425109 | 2009 ST133             | 18 de setembre de 2009 | Kitt Peak            | Spacewatch        |
| 425110 | 2009 SW141             | 14 de setembre de 2009 | Socorro              | LINEAR            |
| 425111 | 2009 SB144             | 19 de setembre de 2009 | Kitt Peak            | Spacewatch        |
| 425112 | 2009 SY146             | 19 de setembre de 2009 | Kitt Peak            | Spacewatch        |
| 425113 | 2009 SM151             | 20 de setembre de 2009 | Kitt Peak            | Spacewatch        |
| 425114 | 2009 SZ159             | 20 de setembre de 2009 | Kitt Peak            | Spacewatch        |
| 425115 | 2009 SQ160             | 20 de setembre de 2009 | Kitt Peak            | Spacewatch        |
| 425116 | 2009 SO170             | 23 de setembre de 2009 | Mount Lemmon         | Mt. Lemmon Survey |
| 425117 | 2009 SK172             | 3 de maig de 2008      | Mount Lemmon         | Mt. Lemmon Survey |
| 425118 | 2009 SM175             | 4 de setembre de 2000  | Anderson Mesa        | LONEOS            |
| 425119 | 2009 SE183             | 21 de setembre de 2009 | Kitt Peak            | Spacewatch        |
| 425120 | 2009 SG186             | 21 de setembre de 2009 | Kitt Peak            | Spacewatch        |
| 425121 | 2009 SX187             | 21 de setembre de 2009 | Kitt Peak            | Spacewatch        |
| 425122 | 2009 SD189             | 22 de setembre de 2009 | La Sagra             | OAM               |
| 425123 | 2009 SA195             | 18 de setembre de 2009 | Kitt Peak            | Spacewatch        |
| 425124 | 2009 SF199             | 22 de setembre de 2009 | Kitt Peak            | Spacewatch        |
| 425125 | 2009 SV209             | 23 de setembre de 2009 | Kitt Peak            | Spacewatch        |
| 425126 | 2009 SZ209             | 17 de març de 2004     | Kitt Peak            | Spacewatch        |
| 425127 | 2009 SY212             | 23 de setembre de 2009 | Kitt Peak            | Spacewatch        |
| 425128 | 2009 SJ216             | 24 de setembre de 2009 | Kitt Peak            | Spacewatch        |
| 425129 | 2009 SK216             | 24 de setembre de 2009 | Kitt Peak            | Spacewatch        |
| 425130 | 2009 SY218             | 17 d'agost de 2009     | Catalina             | CSS               |
| 425131 | 2009 SO224             | 25 de desembre de 2005 | Kitt Peak            | Spacewatch        |
| 425132 | 2009 SK229             | 18 de setembre de 2009 | Catalina             | CSS               |
| 425133 | 2009 SY234             | 17 de setembre de 2009 | Mount Lemmon         | Mt. Lemmon Survey |
| 425134 | 2009 SC238             | 16 de setembre de 2009 | Catalina             | CSS               |
| 425135 | 2009 SP239             | 17 de setembre de 2009 | Catalina             | CSS               |
| 425136 | 2009 SU239             | 17 de setembre de 2009 | Catalina             | CSS               |
| 425137 | 2009 SJ249             | 18 de setembre de 2009 | Kitt Peak            | Spacewatch        |
| 425138 | 2009 SG250             | 19 de setembre de 2009 | Kitt Peak            | Spacewatch        |
| 425139 | 2009 SO257             | 21 de setembre de 2009 | Catalina             | CSS               |
| 425140 | 2009 SZ262             | 23 de setembre de 2009 | Mount Lemmon         | Mt. Lemmon Survey |
| 425141 | 2009 SK266             | 23 de setembre de 2009 | Mount Lemmon         | Mt. Lemmon Survey |
| 425142 | 2009 SR266             | 23 de setembre de 2009 | Mount Lemmon         | Mt. Lemmon Survey |
| 425143 | 2009 SO279             | 25 de setembre de 2009 | Kitt Peak            | Spacewatch        |
| 425144 | 2009 SF282             | 25 de setembre de 2009 | Kitt Peak            | Spacewatch        |
| 425145 | 2009 SC285             | 25 de setembre de 2009 | Mount Lemmon         | Mt. Lemmon Survey |
| 425146 | 2009 SS286             | 17 de setembre de 2009 | Kitt Peak            | Spacewatch        |
| 425147 | 2009 SU295             | 27 de setembre de 2009 | Mount Lemmon         | Mt. Lemmon Survey |
| 425148 | 2009 SE297             | 28 de setembre de 2009 | Catalina             | CSS               |
| 425149 | 2009 SC327             | 22 de setembre de 2009 | Mount Lemmon         | Mt. Lemmon Survey |
| 425150 | 2009 SO327             | 26 de setembre de 2009 | Kitt Peak            | Spacewatch        |
| 425151 | 2009 SS328             | 30 de setembre de 2009 | Mount Lemmon         | Mt. Lemmon Survey |
| 425152 | 2009 SS334             | 25 de setembre de 2009 | Kitt Peak            | Spacewatch        |
| 425153 | 2009 SR337             | 28 de setembre de 2009 | Catalina             | CSS               |
| 425154 | 2009 SX339             | 26 de setembre de 2009 | Kitt Peak            | Spacewatch        |
| 425155 | 2009 SS347             | 29 de setembre de 2009 | Kitt Peak            | Spacewatch        |
| 425156 | 2009 SA352             | 20 d'agost de 2009     | Socorro              | LINEAR            |
| 425157 | 2009 SP354             | 23 de setembre de 2009 | Mount Lemmon         | Mt. Lemmon Survey |
| 425158 | 2009 SC357             | 20 de setembre de 2009 | Mount Lemmon         | Mt. Lemmon Survey |
| 425159 | 2009 SQ358             | 18 de setembre de 2009 | Catalina             | CSS               |
| 425160 | 2009 SU358             | 18 de setembre de 2009 | Kitt Peak            | Spacewatch        |
| 425161 | 2009 SA360             | 26 de setembre de 2009 | Catalina             | CSS               |
| 425162 | 2009 SE360             | 27 de setembre de 2009 | Catalina             | CSS               |
| 425163 | 2009 SL363             | 18 de setembre de 2009 | Kitt Peak            | Spacewatch        |
| 425164 | 2009 TU7               | 27 de juliol de 2009   | Catalina             | CSS               |
| 425165 | 2009 TK9               | 14 d'octubre de 2009   | La Sagra             | OAM               |
| 425166 | 2009 TD13              | 15 d'octubre de 2009   | Vail-Jarnac          | Jarnac            |
| 425167 | 2009 TO13              | 27 de setembre de 2009 | Mount Lemmon         | Mt. Lemmon Survey |
| 425168 | 2009 TD18              | 12 de setembre de 2009 | Kitt Peak            | Spacewatch        |
| 425169 | 2009 TV18              | 29 de setembre de 2005 | Kitt Peak            | Spacewatch        |
| 425170 | 2009 TB33              | 15 d'octubre de 2009   | Mount Lemmon         | Mt. Lemmon Survey |
| 425171 | 2009 TR47              | 2 d'octubre de 2009    | Mount Lemmon         | Mt. Lemmon Survey |
| 425172 | 2009 UQ3               | 19 d'octubre de 2009   | Mayhill              | A. Lowe           |
| 425173 | 2009 UQ10              | 18 de setembre de 2009 | Kitt Peak            | Spacewatch        |
| 425174 | 2009 UN19              | 24 d'octubre de 2009   | Magdalena Ridge      | W. H. Ryan        |
| 425175 | 2009 UD20              | 23 d'octubre de 2009   | BlackBird            | K. Levin          |
| 425176 | 2009 UQ21              | 16 d'octubre de 2009   | Mount Lemmon         | Mt. Lemmon Survey |
| 425177 | 2009 UA32              | 18 d'octubre de 2009   | Mount Lemmon         | Mt. Lemmon Survey |
| 425178 | 2009 US32              | 18 d'octubre de 2009   | Mount Lemmon         | Mt. Lemmon Survey |
| 425179 | 2009 UE35              | 21 d'octubre de 2009   | Mount Lemmon         | Mt. Lemmon Survey |
| 425180 | 2009 UL35              | 21 d'octubre de 2009   | Mount Lemmon         | Mt. Lemmon Survey |
| 425181 | 2009 UJ38              | 22 d'octubre de 2009   | Mount Lemmon         | Mt. Lemmon Survey |
| 425182 | 2009 UN38              | 22 d'octubre de 2009   | Mount Lemmon         | Mt. Lemmon Survey |
| 425183 | 2009 UY43              | 20 de setembre de 2009 | Mount Lemmon         | Mt. Lemmon Survey |
| 425184 | 2009 UJ62              | 15 de setembre de 2009 | Kitt Peak            | Spacewatch        |
| 425185 | 2009 UH69              | 1 d'octubre de 2009    | Mount Lemmon         | Mt. Lemmon Survey |
| 425186 | 2009 UK70              | 26 de novembre de 2005 | Kitt Peak            | Spacewatch        |
| 425187 | 2009 UB74              | 21 d'octubre de 2009   | Mount Lemmon         | Mt. Lemmon Survey |
| 425188 | 2009 UE79              | 21 d'octubre de 2009   | Mount Lemmon         | Mt. Lemmon Survey |
| 425189 | 2009 UR96              | 9 de novembre de 1999  | Socorro              | LINEAR            |
| 425190 | 2009 UW96              | 16 de setembre de 2009 | Mount Lemmon         | Mt. Lemmon Survey |
| 425191 | 2009 UT107             | 6 de desembre de 2005  | Kitt Peak            | Spacewatch        |
| 425192 | 2009 UJ111             | 21 de setembre de 2009 | Mount Lemmon         | Mt. Lemmon Survey |
| 425193 | 2009 US111             | 24 d'octubre de 2009   | Catalina             | CSS               |
| 425194 | 2009 UD135             | 24 d'octubre de 2009   | Kitt Peak            | Spacewatch        |
| 425195 | 2009 UX136             | 25 d'octubre de 2009   | Catalina             | CSS               |
| 425196 | 2009 UC151             | 24 d'octubre de 2009   | Kitt Peak            | Spacewatch        |
| 425197 | 2009 UO151             | 28 de setembre de 2009 | Catalina             | CSS               |
| 425198 | 2009 UM152             | 26 d'octubre de 2009   | Kitt Peak            | Spacewatch        |
| 425199 | 2009 UY153             | 18 d'octubre de 2009   | Mount Lemmon         | Mt. Lemmon Survey |
| 425200 | 2009 VS3               | 8 de novembre de 2009  | Kitt Peak            | Spacewatch        |

## 425201-425300
| Nom    | Designació provisional | Data de descobriment   | Lloc de descobriment | Descobridor/s     |
| ------ | ---------------------- | ---------------------- | -------------------- | ----------------- |
| 425201 | 2009 VA4               | 8 de novembre de 2009  | Kitt Peak            | Spacewatch        |
| 425202 | 2009 VE8               | 18 de setembre de 2009 | Mount Lemmon         | Mt. Lemmon Survey |
| 425203 | 2009 VW14              | 28 de desembre de 2005 | Kitt Peak            | Spacewatch        |
| 425204 | 2009 VJ18              | 25 de desembre de 2005 | Kitt Peak            | Spacewatch        |
| 425205 | 2009 VA19              | 10 de desembre de 2005 | Kitt Peak            | Spacewatch        |
| 425206 | 2009 VR23              | 9 de novembre de 2009  | Mount Lemmon         | Mt. Lemmon Survey |
| 425207 | 2009 VD31              | 9 de novembre de 2009  | Mount Lemmon         | Mt. Lemmon Survey |
| 425208 | 2009 VM32              | 9 de novembre de 2009  | Mount Lemmon         | Mt. Lemmon Survey |
| 425209 | 2009 VL39              | 10 de novembre de 2009 | Mount Lemmon         | Mt. Lemmon Survey |
| 425210 | 2009 VG43              | 24 d'octubre de 2009   | Catalina             | CSS               |
| 425211 | 2009 VA45              | 11 de novembre de 2009 | Socorro              | LINEAR            |
| 425212 | 2009 VW48              | 10 de novembre de 2009 | Kitt Peak            | Spacewatch        |
| 425213 | 2009 VH52              | 10 de novembre de 2009 | Mount Lemmon         | Mt. Lemmon Survey |
| 425214 | 2009 VA55              | 10 de novembre de 2009 | Kitt Peak            | Spacewatch        |
| 425215 | 2009 VQ55              | 11 de novembre de 2009 | Kitt Peak            | Spacewatch        |
| 425216 | 2009 VW61              | 8 de novembre de 2009  | Kitt Peak            | Spacewatch        |
| 425217 | 2009 VL63              | 8 de novembre de 2009  | Kitt Peak            | Spacewatch        |
| 425218 | 2009 VQ63              | 8 de novembre de 2009  | Kitt Peak            | Spacewatch        |
| 425219 | 2009 VA66              | 9 de novembre de 2009  | Kitt Peak            | Spacewatch        |
| 425220 | 2009 VS66              | 9 de novembre de 2009  | Kitt Peak            | Spacewatch        |
| 425221 | 2009 VT66              | 9 de novembre de 2009  | Kitt Peak            | Spacewatch        |
| 425222 | 2009 VS67              | 9 de novembre de 2009  | Kitt Peak            | Spacewatch        |
| 425223 | 2009 VH68              | 20 de setembre de 2009 | Mount Lemmon         | Mt. Lemmon Survey |
| 425224 | 2009 VP69              | 9 de novembre de 2009  | Mount Lemmon         | Mt. Lemmon Survey |
| 425225 | 2009 VF80              | 16 de setembre de 2009 | Catalina             | CSS               |
| 425226 | 2009 VG87              | 10 de novembre de 2009 | Kitt Peak            | Spacewatch        |
| 425227 | 2009 VT89              | 11 de novembre de 2009 | Kitt Peak            | Spacewatch        |
| 425228 | 2009 VT90              | 11 de novembre de 2009 | Kitt Peak            | Spacewatch        |
| 425229 | 2009 VS95              | 10 de novembre de 2009 | Kitt Peak            | Spacewatch        |
| 425230 | 2009 VT95              | 10 de novembre de 2009 | Kitt Peak            | Spacewatch        |
| 425231 | 2009 VQ97              | 20 de setembre de 2009 | Mount Lemmon         | Mt. Lemmon Survey |
| 425232 | 2009 VP113             | 22 d'octubre de 2009   | Mount Lemmon         | Mt. Lemmon Survey |
| 425233 | 2009 VR115             | 8 de novembre de 2009  | Kitt Peak            | Spacewatch        |
| 425234 | 2009 VL116             | 11 de novembre de 2009 | Mount Lemmon         | Mt. Lemmon Survey |
| 425235 | 2009 WZ5               | 18 de novembre de 2009 | Plana                | F. Fratev         |
| 425236 | 2009 WE7               | 8 de novembre de 2009  | Catalina             | CSS               |
| 425237 | 2009 WL10              | 19 de novembre de 2009 | Socorro              | LINEAR            |
| 425238 | 2009 WQ12              | 16 de novembre de 2009 | Mount Lemmon         | Mt. Lemmon Survey |
| 425239 | 2009 WS17              | 26 d'octubre de 2009   | Kitt Peak            | Spacewatch        |
| 425240 | 2009 WB19              | 17 de novembre de 2009 | Mount Lemmon         | Mt. Lemmon Survey |
| 425241 | 2009 WL30              | 16 de novembre de 2009 | Kitt Peak            | Spacewatch        |
| 425242 | 2009 WP32              | 16 de novembre de 2009 | Mount Lemmon         | Mt. Lemmon Survey |
| 425243 | 2009 WT42              | 3 de març de 2006      | Anderson Mesa        | LONEOS            |
| 425244 | 2009 WA44              | 9 de novembre de 2009  | Kitt Peak            | Spacewatch        |
| 425245 | 2009 WJ45              | 9 de novembre de 2009  | Mount Lemmon         | Mt. Lemmon Survey |
| 425246 | 2009 WC48              | 26 d'octubre de 2009   | Kitt Peak            | Spacewatch        |
| 425247 | 2009 WP50              | 19 de novembre de 2009 | La Sagra             | OAM               |
| 425248 | 2009 WG51              | 20 de setembre de 2009 | Kitt Peak            | Spacewatch        |
| 425249 | 2009 WK52              | 15 de juny de 2004     | Kitt Peak            | Spacewatch        |
| 425250 | 2009 WG54              | 23 de novembre de 2009 | Mount Lemmon         | Mt. Lemmon Survey |
| 425251 | 2009 WK62              | 16 de novembre de 2009 | Mount Lemmon         | Mt. Lemmon Survey |
| 425252 | 2009 WE65              | 17 de novembre de 2009 | Mount Lemmon         | Mt. Lemmon Survey |
| 425253 | 2009 WS70              | 25 d'octubre de 2009   | Kitt Peak            | Spacewatch        |
| 425254 | 2009 WY72              | 1 de febrer de 2006    | Mount Lemmon         | Mt. Lemmon Survey |
| 425255 | 2009 WU77              | 18 de novembre de 2004 | Campo Imperatore     | CINEOS            |
| 425256 | 2009 WX78              | 18 de novembre de 2009 | Mount Lemmon         | Mt. Lemmon Survey |
| 425257 | 2009 WH79              | 18 de novembre de 2009 | Mount Lemmon         | Mt. Lemmon Survey |
| 425258 | 2009 WS84              | 19 de novembre de 2009 | Kitt Peak            | Spacewatch        |
| 425259 | 2009 WY85              | 19 de novembre de 2009 | Kitt Peak            | Spacewatch        |
| 425260 | 2009 WD86              | 19 de novembre de 2009 | Kitt Peak            | Spacewatch        |
| 425261 | 2009 WW86              | 19 de novembre de 2009 | Kitt Peak            | Spacewatch        |
| 425262 | 2009 WC87              | 19 de novembre de 2009 | Kitt Peak            | Spacewatch        |
| 425263 | 2009 WS88              | 19 de novembre de 2009 | Kitt Peak            | Spacewatch        |
| 425264 | 2009 WS95              | 20 de novembre de 2009 | Mount Lemmon         | Mt. Lemmon Survey |
| 425265 | 2009 WU105             | 30 de desembre de 2005 | Mount Lemmon         | Mt. Lemmon Survey |
| 425266 | 2009 WB113             | 18 de novembre de 2009 | Kitt Peak            | Spacewatch        |
| 425267 | 2009 WM113             | 18 de novembre de 2009 | Mount Lemmon         | Mt. Lemmon Survey |
| 425268 | 2009 WS117             | 30 de setembre de 2003 | Kitt Peak            | Spacewatch        |
| 425269 | 2009 WH127             | 20 de novembre de 2009 | Kitt Peak            | Spacewatch        |
| 425270 | 2009 WX127             | 20 de novembre de 2009 | Kitt Peak            | Spacewatch        |
| 425271 | 2009 WE128             | 9 d'octubre de 2004    | Kitt Peak            | Spacewatch        |
| 425272 | 2009 WQ128             | 23 d'octubre de 2009   | Mount Lemmon         | Mt. Lemmon Survey |
| 425273 | 2009 WH129             | 27 d'octubre de 2009   | Kitt Peak            | Spacewatch        |
| 425274 | 2009 WC141             | 18 de novembre de 2009 | Mount Lemmon         | Mt. Lemmon Survey |
| 425275 | 2009 WY145             | 19 de novembre de 2009 | Kitt Peak            | Spacewatch        |
| 425276 | 2009 WG168             | 25 d'octubre de 2009   | Kitt Peak            | Spacewatch        |
| 425277 | 2009 WT170             | 10 de novembre de 2009 | Mount Lemmon         | Mt. Lemmon Survey |
| 425278 | 2009 WD177             | 23 de novembre de 2009 | Sandlot              | G. Hug            |
| 425279 | 2009 WB180             | 23 de novembre de 2009 | Kitt Peak            | Spacewatch        |
| 425280 | 2009 WQ180             | 23 de novembre de 2009 | Kitt Peak            | Spacewatch        |
| 425281 | 2009 WB181             | 23 de novembre de 2009 | Kitt Peak            | Spacewatch        |
| 425282 | 2009 WH184             | 18 d'agost de 2009     | Kitt Peak            | Spacewatch        |
| 425283 | 2009 WD186             | 30 d'octubre de 2009   | Mount Lemmon         | Mt. Lemmon Survey |
| 425284 | 2009 WR190             | 24 de novembre de 2009 | Kitt Peak            | Spacewatch        |
| 425285 | 2009 WQ191             | 9 de novembre de 2009  | Kitt Peak            | Spacewatch        |
| 425286 | 2009 WA202             | 9 de novembre de 2009  | Catalina             | CSS               |
| 425287 | 2009 WR205             | 17 de novembre de 2009 | Kitt Peak            | Spacewatch        |
| 425288 | 2009 WK208             | 17 de novembre de 2009 | Kitt Peak            | Spacewatch        |
| 425289 | 2009 WS209             | 17 de novembre de 2009 | Kitt Peak            | Spacewatch        |
| 425290 | 2009 WD211             | 18 de novembre de 2009 | Kitt Peak            | Spacewatch        |
| 425291 | 2009 WK213             | 18 de novembre de 2009 | La Sagra             | OAM               |
| 425292 | 2009 WP213             | 16 d'octubre de 2009   | Socorro              | LINEAR            |
| 425293 | 2009 WU224             | 16 de novembre de 2009 | Mount Lemmon         | Mt. Lemmon Survey |
| 425294 | 2009 WH250             | 17 de novembre de 2009 | Kitt Peak            | Spacewatch        |
| 425295 | 2009 WN251             | 12 d'octubre de 2009   | Mount Lemmon         | Mt. Lemmon Survey |
| 425296 | 2009 WR262             | 21 de novembre de 2009 | Mount Lemmon         | Mt. Lemmon Survey |
| 425297 | 2009 XR3               | 9 de desembre de 2009  | La Sagra             | OAM               |
| 425298 | 2009 XF19              | 15 de desembre de 2009 | Mount Lemmon         | Mt. Lemmon Survey |
| 425299 | 2009 XA21              | 15 de desembre de 2009 | Mount Lemmon         | Mt. Lemmon Survey |
| 425300 | 2009 XV21              | 15 de desembre de 2009 | Bergisch Gladbac     | W. Bickel         |

## 425301-425400
| Nom    | Designació provisional | Data de descobriment   | Lloc de descobriment | Descobridor/s     |
| ------ | ---------------------- | ---------------------- | -------------------- | ----------------- |
| 425301 | 2009 XR23              | 1 d'octubre de 2003    | Kitt Peak            | Spacewatch        |
| 425302 | 2009 XW23              | 10 de desembre de 2009 | Socorro              | LINEAR            |
| 425303 | 2009 YU                | 27 de setembre de 2009 | Kitt Peak            | Spacewatch        |
| 425304 | 2009 YU4               | 17 de desembre de 2009 | Mount Lemmon         | Mt. Lemmon Survey |
| 425305 | 2009 YU8               | 20 de setembre de 2009 | Kitt Peak            | Spacewatch        |
| 425306 | 2009 YX12              | 18 de desembre de 2009 | Mount Lemmon         | Mt. Lemmon Survey |
| 425307 | 2009 YU13              | 18 de desembre de 2009 | Mount Lemmon         | Mt. Lemmon Survey |
| 425308 | 2009 YT14              | 18 de desembre de 2009 | Mount Lemmon         | Mt. Lemmon Survey |
| 425309 | 2009 YJ17              | 20 de desembre de 2009 | Kitt Peak            | Spacewatch        |
| 425310 | 2009 YZ18              | 26 de gener de 2006    | Mount Lemmon         | Mt. Lemmon Survey |
| 425311 | 2009 YE23              | 9 de març de 2005      | Catalina             | CSS               |
| 425312 | 2009 YY24              | 19 de desembre de 2009 | Kitt Peak            | Spacewatch        |
| 425313 | 2010 AA2               | 6 de gener de 2010     | Bisei SG Center      | BATTeRS           |
| 425314 | 2010 AU3               | 20 de desembre de 2009 | Kitt Peak            | Spacewatch        |
| 425315 | 2010 AP6               | 6 de gener de 2010     | Kitt Peak            | Spacewatch        |
| 425316 | 2010 AQ7               | 6 de gener de 2010     | Kitt Peak            | Spacewatch        |
| 425317 | 2010 AB12              | 6 de gener de 2010     | Catalina             | CSS               |
| 425318 | 2010 AA13              | 7 de gener de 2010     | Mount Lemmon         | Mt. Lemmon Survey |
| 425319 | 2010 AJ14              | 7 de gener de 2010     | Kitt Peak            | Spacewatch        |
| 425320 | 2010 AA23              | 6 de gener de 2010     | Kitt Peak            | Spacewatch        |
| 425321 | 2010 AN33              | 7 de gener de 2010     | Kitt Peak            | Spacewatch        |
| 425322 | 2010 AZ50              | 8 de gener de 2010     | Kitt Peak            | Spacewatch        |
| 425323 | 2010 AE51              | 8 de gener de 2010     | Kitt Peak            | Spacewatch        |
| 425324 | 2010 AV51              | 8 de gener de 2010     | Mount Lemmon         | Mt. Lemmon Survey |
| 425325 | 2010 AZ53              | 2 de març de 2006      | Kitt Peak            | Spacewatch        |
| 425326 | 2010 AS55              | 8 de gener de 2010     | Kitt Peak            | Spacewatch        |
| 425327 | 2010 AA56              | 8 de gener de 2010     | Kitt Peak            | Spacewatch        |
| 425328 | 2010 AD58              | 15 de gener de 2005    | Kitt Peak            | Spacewatch        |
| 425329 | 2010 AW58              | 11 de gener de 2010    | Kitt Peak            | Spacewatch        |
| 425330 | 2010 AY59              | 7 de gener de 2010     | Catalina             | CSS               |
| 425331 | 2010 AO63              | 21 de novembre de 2009 | Mount Lemmon         | Mt. Lemmon Survey |
| 425332 | 2010 AY66              | 11 de gener de 2010    | Kitt Peak            | Spacewatch        |
| 425333 | 2010 AU74              | 8 de gener de 2010     | Catalina             | CSS               |
| 425334 | 2010 AV74              | 3 d'octubre de 2003    | Kitt Peak            | Spacewatch        |
| 425335 | 2010 AC87              | 13 d'abril de 2005     | Catalina             | CSS               |
| 425336 | 2010 AL93              | 8 de gener de 2010     | WISE                 | WISE              |
| 425337 | 2010 AR105             | 12 de gener de 2010    | WISE                 | WISE              |
| 425338 | 2010 AY109             | 1 de desembre de 2008  | Kitt Peak            | Spacewatch        |
| 425339 | 2010 AX110             | 13 de gener de 2010    | WISE                 | WISE              |
| 425340 | 2010 AE111             | 13 de gener de 2010    | WISE                 | WISE              |
| 425341 | 2010 AN124             | 14 de gener de 2010    | WISE                 | WISE              |
| 425342 | 2010 AP124             | 11 de gener de 2010    | Kitt Peak            | Spacewatch        |
| 425343 | 2010 BX3               | 21 de setembre de 2008 | Kitt Peak            | Spacewatch        |
| 425344 | 2010 BY4               | 17 de gener de 2010    | Kitt Peak            | Spacewatch        |
| 425345 | 2010 BD22              | 17 de gener de 2010    | WISE                 | WISE              |
| 425346 | 2010 BP25              | 17 de gener de 2010    | WISE                 | WISE              |
| 425347 | 2010 BP32              | 18 de gener de 2010    | WISE                 | WISE              |
| 425348 | 2010 BY34              | 6 de setembre de 2008  | Kitt Peak            | Spacewatch        |
| 425349 | 2010 BV40              | 30 d'octubre de 2008   | Mount Lemmon         | Mt. Lemmon Survey |
| 425350 | 2010 BQ42              | 19 de gener de 2010    | WISE                 | WISE              |
| 425351 | 2010 BP43              | 19 de gener de 2010    | WISE                 | WISE              |
| 425352 | 2010 BX46              | 20 d'octubre de 2007   | Mount Lemmon         | Mt. Lemmon Survey |
| 425353 | 2010 BM52              | 24 de setembre de 2009 | Catalina             | CSS               |
| 425354 | 2010 BC53              | 20 de gener de 2010    | WISE                 | WISE              |
| 425355 | 2010 BM53              | 17 de març de 2004     | Socorro              | LINEAR            |
| 425356 | 2010 BV63              | 15 de març de 2004     | Kitt Peak            | Spacewatch        |
| 425357 | 2010 BX65              | 22 de gener de 2010    | WISE                 | WISE              |
| 425358 | 2010 BZ74              | 15 de gener de 2009    | Kitt Peak            | Spacewatch        |
| 425359 | 2010 BM75              | 24 de gener de 2010    | WISE                 | WISE              |
| 425360 | 2010 BX77              | 4 de maig de 2005      | Kitt Peak            | Spacewatch        |
| 425361 | 2010 BU78              | 16 de setembre de 2006 | Catalina             | CSS               |
| 425362 | 2010 BM87              | 9 d'octubre de 2002    | Kitt Peak            | Spacewatch        |
| 425363 | 2010 BS87              | 21 d'octubre de 2006   | Kitt Peak            | Spacewatch        |
| 425364 | 2010 BQ97              | 15 de setembre de 2006 | Kitt Peak            | Spacewatch        |
| 425365 | 2010 BF129             | 26 d'octubre de 2009   | Mount Lemmon         | Mt. Lemmon Survey |
| 425366 | 2010 CX2               | 5 de febrer de 2010    | Kitt Peak            | Spacewatch        |
| 425367 | 2010 CF3               | 5 de febrer de 2010    | Kitt Peak            | Spacewatch        |
| 425368 | 2010 CQ4               | 16 de novembre de 2009 | Kitt Peak            | Spacewatch        |
| 425369 | 2010 CF6               | 6 de febrer de 2010    | WISE                 | WISE              |
| 425370 | 2010 CQ6               | 6 de febrer de 2010    | WISE                 | WISE              |
| 425371 | 2010 CQ18              | 7 de gener de 2010     | Kitt Peak            | Spacewatch        |
| 425372 | 2010 CU28              | 9 de febrer de 2010    | Kitt Peak            | Spacewatch        |
| 425373 | 2010 CU31              | 9 de febrer de 2010    | Mount Lemmon         | Mt. Lemmon Survey |
| 425374 | 2010 CU33              | 6 de febrer de 2010    | Mount Lemmon         | Mt. Lemmon Survey |
| 425375 | 2010 CP35              | 10 de febrer de 2010   | Kitt Peak            | Spacewatch        |
| 425376 | 2010 CT35              | 10 de febrer de 2010   | Kitt Peak            | Spacewatch        |
| 425377 | 2010 CA36              | 8 de gener de 2010     | Mount Lemmon         | Mt. Lemmon Survey |
| 425378 | 2010 CZ37              | 20 de desembre de 2009 | Mount Lemmon         | Mt. Lemmon Survey |
| 425379 | 2010 CA41              | 13 de febrer de 2010   | Mount Lemmon         | Mt. Lemmon Survey |
| 425380 | 2010 CZ41              | 6 de febrer de 2010    | Mount Lemmon         | Mt. Lemmon Survey |
| 425381 | 2010 CB44              | 13 de febrer de 2010   | Nogales              | L. Elenin         |
| 425382 | 2010 CA45              | 11 de febrer de 2010   | WISE                 | WISE              |
| 425383 | 2010 CR47              | 12 de febrer de 2010   | WISE                 | WISE              |
| 425384 | 2010 CQ55              | 12 de gener de 2010    | Mount Lemmon         | Mt. Lemmon Survey |
| 425385 | 2010 CU59              | 20 de novembre de 2009 | Kitt Peak            | Spacewatch        |
| 425386 | 2010 CO60              | 14 de febrer de 2010   | Socorro              | LINEAR            |
| 425387 | 2010 CZ61              | 9 de febrer de 2010    | Kitt Peak            | Spacewatch        |
| 425388 | 2010 CA62              | 9 de febrer de 2010    | Kitt Peak            | Spacewatch        |
| 425389 | 2010 CT62              | 1 d'abril de 2005      | Kitt Peak            | Spacewatch        |
| 425390 | 2010 CB63              | 9 de febrer de 2010    | Catalina             | CSS               |
| 425391 | 2010 CM63              | 9 de març de 2005      | Mount Lemmon         | Mt. Lemmon Survey |
| 425392 | 2010 CV68              | 10 de febrer de 2010   | Kitt Peak            | Spacewatch        |
| 425393 | 2010 CJ71              | 13 de febrer de 2010   | Mount Lemmon         | Mt. Lemmon Survey |
| 425394 | 2010 CU76              | 13 de febrer de 2010   | Kitt Peak            | Spacewatch        |
| 425395 | 2010 CM78              | 13 de febrer de 2010   | Mount Lemmon         | Mt. Lemmon Survey |
| 425396 | 2010 CC79              | 31 d'octubre de 2008   | Kitt Peak            | Spacewatch        |
| 425397 | 2010 CC81              | 13 de febrer de 2010   | Mount Lemmon         | Mt. Lemmon Survey |
| 425398 | 2010 CD82              | 12 de febrer de 1999   | Kitt Peak            | Spacewatch        |
| 425399 | 2010 CO85              | 14 de febrer de 2010   | Kitt Peak            | Spacewatch        |
| 425400 | 2010 CG93              | 14 de febrer de 2010   | Kitt Peak            | Spacewatch        |

## 425401-425500
| Nom    | Designació provisional | Data de descobriment   | Lloc de descobriment | Descobridor/s             |
| ------ | ---------------------- | ---------------------- | -------------------- | ------------------------- |
| 425401 | 2010 CT93              | 14 de febrer de 2010   | Kitt Peak            | Spacewatch                |
| 425402 | 2010 CE95              | 14 de febrer de 2010   | Kitt Peak            | Spacewatch                |
| 425403 | 2010 CP103             | 14 de febrer de 2010   | Kitt Peak            | Spacewatch                |
| 425404 | 2010 CU109             | 18 de gener de 1994    | Kitt Peak            | Spacewatch                |
| 425405 | 2010 CR115             | 19 de gener de 2005    | Kitt Peak            | Spacewatch                |
| 425406 | 2010 CR125             | 15 de febrer de 2010   | Kitt Peak            | Spacewatch                |
| 425407 | 2010 CS138             | 19 de desembre de 2009 | Mount Lemmon         | Mt. Lemmon Survey         |
| 425408 | 2010 CS141             | 13 de febrer de 2010   | Catalina             | CSS                       |
| 425409 | 2010 CN142             | 6 de febrer de 2010    | Mount Lemmon         | Mt. Lemmon Survey         |
| 425410 | 2010 CT153             | 14 de febrer de 2010   | Catalina             | CSS                       |
| 425411 | 2010 CA154             | 1 d'octubre de 2008    | Mount Lemmon         | Mt. Lemmon Survey         |
| 425412 | 2010 CS157             | 15 de febrer de 2010   | Kitt Peak            | Spacewatch                |
| 425413 | 2010 CC160             | 15 de febrer de 2010   | Mount Lemmon         | Mt. Lemmon Survey         |
| 425414 | 2010 CL161             | 6 de febrer de 2010    | Mount Lemmon         | Mt. Lemmon Survey         |
| 425415 | 2010 CT161             | 6 de febrer de 2010    | Kitt Peak            | Spacewatch                |
| 425416 | 2010 CV161             | 6 de febrer de 2010    | Kitt Peak            | Spacewatch                |
| 425417 | 2010 CM164             | 11 de gener de 2010    | Kitt Peak            | Spacewatch                |
| 425418 | 2010 CE165             | 10 de febrer de 2010   | Kitt Peak            | Spacewatch                |
| 425419 | 2010 CS181             | 21 de juny de 2007     | Mount Lemmon         | Mt. Lemmon Survey         |
| 425420 | 2010 CQ185             | 23 d'octubre de 2009   | Mount Lemmon         | Mt. Lemmon Survey         |
| 425421 | 2010 CR185             | 13 de febrer de 2010   | Mount Lemmon         | Mt. Lemmon Survey         |
| 425422 | 2010 CY218             | 29 de gener de 2009    | Mount Lemmon         | Mt. Lemmon Survey         |
| 425423 | 2010 DZ                | 10 de setembre de 2007 | Mount Lemmon         | Mt. Lemmon Survey         |
| 425424 | 2010 DP2               | 9 de març de 2005      | Mount Lemmon         | Mt. Lemmon Survey         |
| 425425 | 2010 DU8               | 16 de febrer de 2010   | Kitt Peak            | Spacewatch                |
| 425426 | 2010 DE12              | 19 de febrer de 2010   | Magdalena Ridge      | W. H. Ryan                |
| 425427 | 2010 DW21              | 14 de febrer de 2010   | Catalina             | CSS                       |
| 425428 | 2010 DL38              | 8 de març de 2005      | Kitt Peak            | Spacewatch                |
| 425429 | 2010 DT42              | 17 de febrer de 2010   | Kitt Peak            | Spacewatch                |
| 425430 | 2010 DJ44              | 17 de febrer de 2010   | Kitt Peak            | Spacewatch                |
| 425431 | 2010 DJ45              | 6 de febrer de 2010    | Kitt Peak            | Spacewatch                |
| 425432 | 2010 DH49              | 18 de febrer de 2010   | Kitt Peak            | Spacewatch                |
| 425433 | 2010 DL49              | 18 de febrer de 2010   | Kitt Peak            | Spacewatch                |
| 425434 | 2010 DO51              | 21 de febrer de 2010   | WISE                 | WISE                      |
| 425435 | 2010 DU56              | 23 de febrer de 2010   | WISE                 | WISE                      |
| 425436 | 2010 DY57              | 30 de setembre de 2009 | Mount Lemmon         | Mt. Lemmon Survey         |
| 425437 | 2010 DA74              | 25 d'agost de 2001     | Kitt Peak            | Spacewatch                |
| 425438 | 2010 DK76              | 8 d'octubre de 2007    | Catalina             | CSS                       |
| 425439 | 2010 DS76              | 9 de març de 2005      | Kitt Peak            | Spacewatch                |
| 425440 | 2010 DJ78              | 20 de febrer de 2010   | Vail-Jarnac          | Jarnac                    |
| 425441 | 2010 EZ11              | 13 de març de 2005     | Mount Lemmon         | Mt. Lemmon Survey         |
| 425442 | 2010 EJ12              | 7 de març de 2010      | Bergen-Enkheim       | U. Suessenberger          |
| 425443 | 2010 EX31              | 24 d'agost de 2007     | Kitt Peak            | Spacewatch                |
| 425444 | 2010 EQ33              | 4 de març de 2010      | Kitt Peak            | Spacewatch                |
| 425445 | 2010 EC35              | 12 de setembre de 2007 | Mount Lemmon         | Mt. Lemmon Survey         |
| 425446 | 2010 EJ42              | 12 de març de 2010     | Kachina              | J. Hobart                 |
| 425447 | 2010 EL43              | 19 de desembre de 2004 | Anderson Mesa        | LONEOS                    |
| 425448 | 2010 EA45              | 13 de març de 2010     | Dauban               | F. Kugel                  |
| 425449 | 2010 EL45              | 14 de març de 2010     | Dauban               | F. Kugel                  |
| 425450 | 2010 EV45              | 15 de març de 2010     | La Sagra             | OAM                       |
| 425451 | 2010 EX45              | 15 de març de 2010     | Catalina             | CSS                       |
| 425452 | 2010 ED46              | 13 de març de 2010     | Catalina             | CSS                       |
| 425453 | 2010 ED67              | 12 de març de 2010     | Catalina             | CSS                       |
| 425454 | 2010 EO67              | 12 de març de 2010     | Mount Lemmon         | Mt. Lemmon Survey         |
| 425455 | 2010 EU67              | 13 de març de 2010     | Kitt Peak            | Spacewatch                |
| 425456 | 2010 EJ71              | 18 de febrer de 2010   | Mount Lemmon         | Mt. Lemmon Survey         |
| 425457 | 2010 EE77              | 12 de març de 2010     | Kitt Peak            | Spacewatch                |
| 425458 | 2010 ET78              | 12 de març de 2010     | Mount Lemmon         | Mt. Lemmon Survey         |
| 425459 | 2010 EL88              | 15 de febrer de 2010   | Catalina             | CSS                       |
| 425460 | 2010 EU91              | 12 de febrer de 2004   | Kitt Peak            | Spacewatch                |
| 425461 | 2010 EN92              | 10 de març de 2005     | Mount Lemmon         | Mt. Lemmon Survey         |
| 425462 | 2010 EQ92              | 14 de març de 2010     | Kitt Peak            | Spacewatch                |
| 425463 | 2010 EO93              | 2 d'abril de 2005      | Kitt Peak            | Spacewatch                |
| 425464 | 2010 EC96              | 6 d'octubre de 1996    | Kitt Peak            | Spacewatch                |
| 425465 | 2010 EV98              | 14 de març de 2010     | Kitt Peak            | Spacewatch                |
| 425466 | 2010 EY100             | 15 de març de 2010     | Kitt Peak            | Spacewatch                |
| 425467 | 2010 EB101             | 10 d'agost de 2007     | Kitt Peak            | Spacewatch                |
| 425468 | 2010 EK106             | 14 de març de 2010     | Catalina             | CSS                       |
| 425469 | 2010 EX106             | 11 de març de 2010     | Moletai              | K. Cernis, J. Zdanavicius |
| 425470 | 2010 EG107             | 12 de març de 2010     | Kitt Peak            | Spacewatch                |
| 425471 | 2010 EU108             | 14 de març de 2010     | Kitt Peak            | Spacewatch                |
| 425472 | 2010 EE110             | 4 de març de 2010      | Kitt Peak            | Spacewatch                |
| 425473 | 2010 EG112             | 12 de març de 2010     | Kitt Peak            | Spacewatch                |
| 425474 | 2010 EU125             | 13 de març de 2010     | Catalina             | CSS                       |
| 425475 | 2010 EN126             | 14 de març de 2010     | Catalina             | CSS                       |
| 425476 | 2010 EY127             | 15 de març de 2010     | Catalina             | CSS                       |
| 425477 | 2010 ET135             | 13 de març de 2010     | Kitt Peak            | Spacewatch                |
| 425478 | 2010 EC142             | 13 de març de 2010     | Mount Lemmon         | Mt. Lemmon Survey         |
| 425479 | 2010 FO4               | 16 de març de 2010     | Mount Lemmon         | Mt. Lemmon Survey         |
| 425480 | 2010 FF5               | 16 de març de 2010     | Purple Mountain      | PMO NEO Survey Program    |
| 425481 | 2010 FK10              | 18 de març de 2010     | Mount Lemmon         | Mt. Lemmon Survey         |
| 425482 | 2010 FH12              | 20 de setembre de 2007 | Kitt Peak            | Spacewatch                |
| 425483 | 2010 FA18              | 18 de març de 2010     | Mount Lemmon         | Mt. Lemmon Survey         |
| 425484 | 2010 FQ19              | 11 de març de 2005     | Kitt Peak            | Spacewatch                |
| 425485 | 2010 FP46              | 15 d'octubre de 2009   | Mount Lemmon         | Mt. Lemmon Survey         |
| 425486 | 2010 FV47              | 10 de juny de 2005     | Kitt Peak            | Spacewatch                |
| 425487 | 2010 FM54              | 21 de març de 2010     | Catalina             | CSS                       |
| 425488 | 2010 FP90              | 8 de gener de 2010     | Mount Lemmon         | Mt. Lemmon Survey         |
| 425489 | 2010 FW93              | 18 de febrer de 2010   | Mount Lemmon         | Mt. Lemmon Survey         |
| 425490 | 2010 GF24              | 12 de febrer de 2004   | Kitt Peak            | Spacewatch                |
| 425491 | 2010 GL25              | 23 de gener de 2010    | WISE                 | WISE                      |
| 425492 | 2010 GN27              | 5 d'abril de 2010      | Kitt Peak            | Spacewatch                |
| 425493 | 2010 GG31              | 3 de juny de 2005      | Kitt Peak            | Spacewatch                |
| 425494 | 2010 GC67              | 13 de gener de 2010    | WISE                 | WISE                      |
| 425495 | 2010 GF67              | 12 de gener de 2010    | WISE                 | WISE                      |
| 425496 | 2010 GF98              | 10 d'abril de 2010     | Kitt Peak            | Spacewatch                |
| 425497 | 2010 GK101             | 5 d'abril de 2010      | Kitt Peak            | Spacewatch                |
| 425498 | 2010 GZ105             | 7 d'abril de 2010      | Kitt Peak            | Spacewatch                |
| 425499 | 2010 GS110             | 19 d'agost de 2006     | Kitt Peak            | Spacewatch                |
| 425500 | 2010 GU124             | 7 d'abril de 2010      | Kitt Peak            | Spacewatch                |

## 425501-425600
| Nom    | Designació provisional | Data de descobriment   | Lloc de descobriment | Descobridor/s        |
| ------ | ---------------------- | ---------------------- | -------------------- | -------------------- |
| 425501 | 2010 GA125             | 11 de febrer de 2010   | WISE                 | WISE                 |
| 425502 | 2010 GH139             | 2 d'octubre de 2008    | Mount Lemmon         | Mt. Lemmon Survey    |
| 425503 | 2010 GR146             | 7 d'abril de 2010      | Catalina             | CSS                  |
| 425504 | 2010 GT171             | 20 de març de 2010     | Catalina             | CSS                  |
| 425505 | 2010 GW171             | 21 de novembre de 2008 | Kitt Peak            | Spacewatch           |
| 425506 | 2010 HB41              | 22 d'abril de 2010     | WISE                 | WISE                 |
| 425507 | 2010 HV105             | 18 de novembre de 2007 | Mount Lemmon         | Mt. Lemmon Survey    |
| 425508 | 2010 HE106             | 28 de setembre de 2006 | Kitt Peak            | Spacewatch           |
| 425509 | 2010 JM34              | 26 de gener de 2010    | WISE                 | WISE                 |
| 425510 | 2010 JW44              | 7 de maig de 2010      | Mount Lemmon         | Mt. Lemmon Survey    |
| 425511 | 2010 JR61              | 8 de maig de 2010      | WISE                 | WISE                 |
| 425512 | 2010 JS72              | 6 de maig de 2010      | Kitt Peak            | Spacewatch           |
| 425513 | 2010 JA84              | 21 de febrer de 2010   | WISE                 | WISE                 |
| 425514 | 2010 JF116             | 17 de setembre de 2006 | Catalina             | CSS                  |
| 425515 | 2010 JD150             | 6 d'octubre de 1996    | Kitt Peak            | Spacewatch           |
| 425516 | 2010 JX177             | 19 de novembre de 2008 | Kitt Peak            | Spacewatch           |
| 425517 | 2010 KK54              | 23 de maig de 2010     | WISE                 | WISE                 |
| 425518 | 2010 LF1               | 24 de març de 2004     | Siding Spring        | Siding Spring Survey |
| 425519 | 2010 LL11              | 2 de juny de 2010      | WISE                 | WISE                 |
| 425520 | 2010 LU61              | 4 de juny de 2010      | Catalina             | CSS                  |
| 425521 | 2010 LD85              | 16 d'octubre de 2007   | Mount Lemmon         | Mt. Lemmon Survey    |
| 425522 | 2010 MS26              | 19 de juny de 2010     | WISE                 | WISE                 |
| 425523 | 2010 MR82              | 27 de juny de 2010     | WISE                 | WISE                 |
| 425524 | 2010 MT105             | 25 d'octubre de 2003   | Kitt Peak            | Spacewatch           |
| 425525 | 2010 NL11              | 30 de gener de 2009    | Mount Lemmon         | Mt. Lemmon Survey    |
| 425526 | 2010 NV42              | 9 de juliol de 2010    | WISE                 | WISE                 |
| 425527 | 2010 ND110             | 13 de juliol de 2010   | WISE                 | WISE                 |
| 425528 | 2010 OJ                | 25 de maig de 2006     | Mount Lemmon         | Mt. Lemmon Survey    |
| 425529 | 2010 OK44              | 21 de juliol de 2010   | WISE                 | WISE                 |
| 425530 | 2010 OQ50              | 18 de desembre de 2007 | Mount Lemmon         | Mt. Lemmon Survey    |
| 425531 | 2010 OJ68              | 20 de novembre de 2000 | Socorro              | LINEAR               |
| 425532 | 2010 OY95              | 28 de juliol de 2010   | WISE                 | WISE                 |
| 425533 | 2010 OO96              | 16 de setembre de 2006 | Siding Spring        | Siding Spring Survey |
| 425534 | 2010 OZ111             | 29 de juliol de 2010   | WISE                 | WISE                 |
| 425535 | 2010 OJ121             | 31 de juliol de 2010   | WISE                 | WISE                 |
| 425536 | 2010 PE26              | 10 d'agost de 2010     | Kitt Peak            | Spacewatch           |
| 425537 | 2010 PE45              | 31 de desembre de 2007 | Kitt Peak            | Spacewatch           |
| 425538 | 2010 PV62              | 4 de desembre de 2007  | Catalina             | CSS                  |
| 425539 | 2010 RF11              | 2 de setembre de 2010  | Mount Lemmon         | Mt. Lemmon Survey    |
| 425540 | 2010 RC14              | 1 de setembre de 2010  | Mount Lemmon         | Mt. Lemmon Survey    |
| 425541 | 2010 RO39              | 2 de setembre de 2010  | Socorro              | LINEAR               |
| 425542 | 2010 RE40              | 21 de març de 2009     | Kitt Peak            | Spacewatch           |
| 425543 | 2010 RM51              | 4 de setembre de 2010  | Kitt Peak            | Spacewatch           |
| 425544 | 2010 RL55              | 5 de setembre de 2010  | Mount Lemmon         | Mt. Lemmon Survey    |
| 425545 | 2010 RG59              | 6 de setembre de 2010  | Kitt Peak            | Spacewatch           |
| 425546 | 2010 RE67              | 5 de setembre de 2010  | Dauban               | F. Kugel             |
| 425547 | 2010 RK87              | 2 de setembre de 2010  | Mount Lemmon         | Mt. Lemmon Survey    |
| 425548 | 2010 RD103             | 10 de setembre de 2010 | Kitt Peak            | Spacewatch           |
| 425549 | 2010 RM103             | 10 de setembre de 2010 | Kitt Peak            | Spacewatch           |
| 425550 | 2010 RA104             | 30 de desembre de 2007 | Mount Lemmon         | Mt. Lemmon Survey    |
| 425551 | 2010 RM113             | 31 de maig de 2006     | Mount Lemmon         | Mt. Lemmon Survey    |
| 425552 | 2010 RH115             | 11 de setembre de 2010 | Kitt Peak            | Spacewatch           |
| 425553 | 2010 RS115             | 11 de setembre de 2010 | Catalina             | CSS                  |
| 425554 | 2010 RJ119             | 13 de novembre de 2007 | Mount Lemmon         | Mt. Lemmon Survey    |
| 425555 | 2010 RU120             | 22 d'agost de 2003     | Campo Imperatore     | CINEOS               |
| 425556 | 2010 RY125             | 5 d'agost de 2010      | Kitt Peak            | Spacewatch           |
| 425557 | 2010 RU136             | 9 d'octubre de 2007    | Kitt Peak            | Spacewatch           |
| 425558 | 2010 RK139             | 18 d'octubre de 2003   | Kitt Peak            | Spacewatch           |
| 425559 | 2010 RS143             | 1 d'octubre de 2000    | Socorro              | LINEAR               |
| 425560 | 2010 RJ149             | 16 de desembre de 2007 | Mount Lemmon         | Mt. Lemmon Survey    |
| 425561 | 2010 RB152             | 13 de gener de 2008    | Kitt Peak            | Spacewatch           |
| 425562 | 2010 RR153             | 15 de setembre de 2010 | Kitt Peak            | Spacewatch           |
| 425563 | 2010 RH165             | 9 de setembre de 2010  | Kitt Peak            | Spacewatch           |
| 425564 | 2010 RO167             | 2 de febrer de 2008    | Kitt Peak            | Spacewatch           |
| 425565 | 2010 RX171             | 4 de setembre de 2010  | Kitt Peak            | Spacewatch           |
| 425566 | 2010 RV179             | 27 d'octubre de 2003   | Kitt Peak            | Spacewatch           |
| 425567 | 2010 SD9               | 14 de novembre de 2007 | Mount Lemmon         | Mt. Lemmon Survey    |
| 425568 | 2010 SV13              | 17 de desembre de 2007 | Mount Lemmon         | Mt. Lemmon Survey    |
| 425569 | 2010 SO19              | 9 de setembre de 2010  | Kitt Peak            | Spacewatch           |
| 425570 | 2010 SV34              | 19 de novembre de 2003 | Kitt Peak            | Spacewatch           |
| 425571 | 2010 SL35              | 3 d'octubre de 1999    | Kitt Peak            | Spacewatch           |
| 425572 | 2010 TZ                | 29 d'abril de 2006     | Kitt Peak            | Spacewatch           |
| 425573 | 2010 TX5               | 16 de setembre de 2010 | Kitt Peak            | Spacewatch           |
| 425574 | 2010 TK23              | 16 de gener de 2004    | Kitt Peak            | Spacewatch           |
| 425575 | 2010 TT23              | 17 de setembre de 2010 | Kitt Peak            | Spacewatch           |
| 425576 | 2010 TT38              | 18 d'octubre de 1999   | Kitt Peak            | Spacewatch           |
| 425577 | 2010 TL59              | 9 de novembre de 1996  | Kitt Peak            | Spacewatch           |
| 425578 | 2010 TV90              | 21 de setembre de 2003 | Kitt Peak            | Spacewatch           |
| 425579 | 2010 TP92              | 18 de setembre de 2010 | Mount Lemmon         | Mt. Lemmon Survey    |
| 425580 | 2010 TK99              | 16 de setembre de 2010 | Kitt Peak            | Spacewatch           |
| 425581 | 2010 TB106             | 19 de novembre de 2003 | Kitt Peak            | Spacewatch           |
| 425582 | 2010 TZ107             | 4 de setembre de 2010  | Kitt Peak            | Spacewatch           |
| 425583 | 2010 TC114             | 12 de febrer de 2008   | Kitt Peak            | Spacewatch           |
| 425584 | 2010 TH116             | 17 de setembre de 2010 | Mount Lemmon         | Mt. Lemmon Survey    |
| 425585 | 2010 TX128             | 1 de gener de 2008     | Kitt Peak            | Spacewatch           |
| 425586 | 2010 TU141             | 18 de setembre de 2006 | Kitt Peak            | Spacewatch           |
| 425587 | 2010 TE143             | 10 d'agost de 2010     | Kitt Peak            | Spacewatch           |
| 425588 | 2010 TX143             | 11 d'octubre de 2010   | Mount Lemmon         | Mt. Lemmon Survey    |
| 425589 | 2010 TV163             | 18 de setembre de 1995 | Kitt Peak            | Spacewatch           |
| 425590 | 2010 TD168             | 23 d'octubre de 2003   | Kitt Peak            | Spacewatch           |
| 425591 | 2010 TM169             | 11 d'octubre de 2010   | Mount Lemmon         | Mt. Lemmon Survey    |
| 425592 | 2010 TS170             | 17 de setembre de 2003 | Kitt Peak            | Spacewatch           |
| 425593 | 2010 TD171             | 21 d'octubre de 2003   | Kitt Peak            | Spacewatch           |
| 425594 | 2010 TV176             | 22 d'octubre de 2003   | Socorro              | LINEAR               |
| 425595 | 2010 TK180             | 2 de març de 2009      | Mount Lemmon         | Mt. Lemmon Survey    |
| 425596 | 2010 UP9               | 21 d'octubre de 2003   | Kitt Peak            | Spacewatch           |
| 425597 | 2010 UP13              | 16 d'octubre de 2003   | Kitt Peak            | Spacewatch           |
| 425598 | 2010 UP17              | 1 de novembre de 1999  | Kitt Peak            | Spacewatch           |
| 425599 | 2010 UJ21              | 7 de maig de 2005      | Mount Lemmon         | Mt. Lemmon Survey    |
| 425600 | 2010 UD25              | 18 de setembre de 2010 | Mount Lemmon         | Mt. Lemmon Survey    |

## 425601-425700
| Nom    | Designació provisional | Data de descobriment   | Lloc de descobriment | Descobridor/s        |
| ------ | ---------------------- | ---------------------- | -------------------- | -------------------- |
| 425601 | 2010 UN25              | 28 d'octubre de 2010   | Kitt Peak            | Spacewatch           |
| 425602 | 2010 UA45              | 25 d'octubre de 2003   | Kitt Peak            | Spacewatch           |
| 425603 | 2010 UH48              | 30 de desembre de 2007 | Kitt Peak            | Spacewatch           |
| 425604 | 2010 UA54              | 24 de setembre de 2000 | Socorro              | LINEAR               |
| 425605 | 2010 UG54              | 24 de novembre de 2003 | Anderson Mesa        | LONEOS               |
| 425606 | 2010 UM70              | 17 d'octubre de 1995   | Kitt Peak            | Spacewatch           |
| 425607 | 2010 UN70              | 18 de desembre de 2003 | Socorro              | LINEAR               |
| 425608 | 2010 UG75              | 9 d'octubre de 2010    | Catalina             | CSS                  |
| 425609 | 2010 UW91              | 4 d'octubre de 2006    | Mount Lemmon         | Mt. Lemmon Survey    |
| 425610 | 2010 UQ94              | 20 de novembre de 2007 | Catalina             | CSS                  |
| 425611 | 2010 UW96              | 12 de novembre de 1999 | Socorro              | LINEAR               |
| 425612 | 2010 VA22              | 19 de setembre de 2006 | Catalina             | CSS                  |
| 425613 | 2010 VO22              | 27 de novembre de 1995 | Kitt Peak            | Spacewatch           |
| 425614 | 2010 VW29              | 11 de gener de 2008    | Catalina             | CSS                  |
| 425615 | 2010 VX41              | 18 de desembre de 2003 | Socorro              | LINEAR               |
| 425616 | 2010 VF48              | 14 d'octubre de 2010   | Mount Lemmon         | Mt. Lemmon Survey    |
| 425617 | 2010 VL52              | 11 de setembre de 2010 | Mount Lemmon         | Mt. Lemmon Survey    |
| 425618 | 2010 VK55              | 19 de desembre de 2003 | Socorro              | LINEAR               |
| 425619 | 2010 VV60              | 20 de setembre de 2003 | Kitt Peak            | Spacewatch           |
| 425620 | 2010 VA62              | 6 de març de 2008      | Mount Lemmon         | Mt. Lemmon Survey    |
| 425621 | 2010 VH65              | 30 d'octubre de 2010   | Kitt Peak            | Spacewatch           |
| 425622 | 2010 VG66              | 16 de gener de 2004    | Kitt Peak            | Spacewatch           |
| 425623 | 2010 VN67              | 19 d'abril de 2009     | Mount Lemmon         | Mt. Lemmon Survey    |
| 425624 | 2010 VL70              | 11 de setembre de 2010 | Mount Lemmon         | Mt. Lemmon Survey    |
| 425625 | 2010 VR83              | 10 d'octubre de 1999   | Kitt Peak            | Spacewatch           |
| 425626 | 2010 VP89              | 18 d'agost de 2006     | Kitt Peak            | Spacewatch           |
| 425627 | 2010 VH96              | 17 de novembre de 1999 | Kitt Peak            | Spacewatch           |
| 425628 | 2010 VP100             | 5 de novembre de 2010  | Kitt Peak            | Spacewatch           |
| 425629 | 2010 VL101             | 5 de setembre de 2010  | Mount Lemmon         | Mt. Lemmon Survey    |
| 425630 | 2010 VO101             | 17 de setembre de 2006 | Kitt Peak            | Spacewatch           |
| 425631 | 2010 VZ123             | 29 d'octubre de 2010   | Mount Lemmon         | Mt. Lemmon Survey    |
| 425632 | 2010 VZ126             | 18 d'octubre de 2006   | Kitt Peak            | Spacewatch           |
| 425633 | 2010 VW127             | 11 de gener de 2008    | Mount Lemmon         | Mt. Lemmon Survey    |
| 425634 | 2010 VJ133             | 13 de desembre de 2006 | Kitt Peak            | Spacewatch           |
| 425635 | 2010 VU138             | 27 de febrer de 2008   | Mount Lemmon         | Mt. Lemmon Survey    |
| 425636 | 2010 VH140             | 13 d'octubre de 2010   | Catalina             | CSS                  |
| 425637 | 2010 VJ144             | 29 d'agost de 2006     | Kitt Peak            | Spacewatch           |
| 425638 | 2010 VU159             | 8 de febrer de 2008    | Mount Lemmon         | Mt. Lemmon Survey    |
| 425639 | 2010 VU164             | 11 d'abril de 2005     | Kitt Peak            | Spacewatch           |
| 425640 | 2010 VR170             | 19 de novembre de 2006 | Kitt Peak            | Spacewatch           |
| 425641 | 2010 VX174             | 11 de novembre de 2010 | Kitt Peak            | Spacewatch           |
| 425642 | 2010 VJ175             | 5 de setembre de 1999  | Kitt Peak            | Spacewatch           |
| 425643 | 2010 VS184             | 19 de desembre de 2003 | Kitt Peak            | Spacewatch           |
| 425644 | 2010 VD185             | 1 de desembre de 2003  | Kitt Peak            | Spacewatch           |
| 425645 | 2010 VF192             | 20 de setembre de 2006 | Kitt Peak            | Spacewatch           |
| 425646 | 2010 VJ196             | 30 d'octubre de 2010   | Mount Lemmon         | Mt. Lemmon Survey    |
| 425647 | 2010 VP199             | 28 d'agost de 2006     | Anderson Mesa        | LONEOS               |
| 425648 | 2010 VL206             | 11 d'octubre de 2010   | Mount Lemmon         | Mt. Lemmon Survey    |
| 425649 | 2010 VE209             | 13 d'octubre de 2010   | Mount Lemmon         | Mt. Lemmon Survey    |
| 425650 | 2010 VY209             | 18 d'octubre de 2003   | Kitt Peak            | Spacewatch           |
| 425651 | 2010 WO10              | 31 de desembre de 2007 | Kitt Peak            | Spacewatch           |
| 425652 | 2010 WG16              | 12 de novembre de 2010 | Mount Lemmon         | Mt. Lemmon Survey    |
| 425653 | 2010 WB54              | 14 de febrer de 2004   | Kitt Peak            | Spacewatch           |
| 425654 | 2010 WV56              | 13 de novembre de 2006 | Catalina             | CSS                  |
| 425655 | 2010 WW66              | 16 de novembre de 1999 | Kitt Peak            | Spacewatch           |
| 425656 | 2010 XU1               | 27 de setembre de 2006 | Kitt Peak            | Spacewatch           |
| 425657 | 2010 XG4               | 9 de novembre de 2009  | Kitt Peak            | Spacewatch           |
| 425658 | 2010 XW4               | 18 de novembre de 2006 | Kitt Peak            | Spacewatch           |
| 425659 | 2010 XC12              | 10 de novembre de 2010 | Mount Lemmon         | Mt. Lemmon Survey    |
| 425660 | 2010 XD12              | 15 de novembre de 2010 | Mount Lemmon         | Mt. Lemmon Survey    |
| 425661 | 2010 XA17              | 2 de desembre de 2010  | Kitt Peak            | Spacewatch           |
| 425662 | 2010 XG18              | 25 d'octubre de 2003   | Kitt Peak            | Spacewatch           |
| 425663 | 2010 XX18              | 4 de desembre de 2010  | Mount Lemmon         | Mt. Lemmon Survey    |
| 425664 | 2010 XA37              | 17 de novembre de 2006 | Kitt Peak            | Spacewatch           |
| 425665 | 2010 XT49              | 22 d'octubre de 2003   | Kitt Peak            | Spacewatch           |
| 425666 | 2010 XS61              | 14 de novembre de 2010 | Kitt Peak            | Spacewatch           |
| 425667 | 2010 XQ63              | 23 d'octubre de 2006   | Mount Lemmon         | Mt. Lemmon Survey    |
| 425668 | 2010 XY65              | 17 d'octubre de 2006   | Kitt Peak            | Spacewatch           |
| 425669 | 2010 XV66              | 21 de juliol de 2006   | Mount Lemmon         | Mt. Lemmon Survey    |
| 425670 | 2010 XP67              | 5 d'abril de 2008      | Mount Lemmon         | Mt. Lemmon Survey    |
| 425671 | 2010 XX79              | 7 de novembre de 2010  | Catalina             | CSS                  |
| 425672 | 2010 XA80              | 26 de setembre de 2006 | Catalina             | CSS                  |
| 425673 | 2010 XN88              | 5 de desembre de 2007  | Kitt Peak            | Spacewatch           |
| 425674 | 2010 YR3               | 29 de gener de 2004    | Socorro              | LINEAR               |
| 425675 | 2010 YJ4               | 16 d'octubre de 2009   | Mount Lemmon         | Mt. Lemmon Survey    |
| 425676 | 2011 AC2               | 28 d'abril de 2004     | Kitt Peak            | Spacewatch           |
| 425677 | 2011 AQ5               | 8 de desembre de 2010  | Mount Lemmon         | Mt. Lemmon Survey    |
| 425678 | 2011 AG19              | 25 de desembre de 2010 | Mount Lemmon         | Mt. Lemmon Survey    |
| 425679 | 2011 AH21              | 28 de gener de 2007    | Kitt Peak            | Spacewatch           |
| 425680 | 2011 AL21              | 4 de desembre de 2005  | Kitt Peak            | Spacewatch           |
| 425681 | 2011 AV21              | 5 de gener de 2000     | Kitt Peak            | Spacewatch           |
| 425682 | 2011 AA30              | 9 d'abril de 2004      | Siding Spring        | Siding Spring Survey |
| 425683 | 2011 AW30              | 14 de març de 2007     | Mount Lemmon         | Mt. Lemmon Survey    |
| 425684 | 2011 AK46              | 15 de desembre de 2006 | Kitt Peak            | Spacewatch           |
| 425685 | 2011 AJ48              | 14 de desembre de 2006 | Mount Lemmon         | Mt. Lemmon Survey    |
| 425686 | 2011 AU51              | 7 de maig de 2008      | Mount Lemmon         | Mt. Lemmon Survey    |
| 425687 | 2011 AQ53              | 22 de novembre de 2006 | Mount Lemmon         | Mt. Lemmon Survey    |
| 425688 | 2011 AV56              | 9 de desembre de 2010  | Mount Lemmon         | Mt. Lemmon Survey    |
| 425689 | 2011 AK57              | 17 de setembre de 2009 | Catalina             | CSS                  |
| 425690 | 2011 AG59              | 13 de desembre de 2006 | Mount Lemmon         | Mt. Lemmon Survey    |
| 425691 | 2011 AO59              | 12 de gener de 2011    | Mount Lemmon         | Mt. Lemmon Survey    |
| 425692 | 2011 AL62              | 29 de maig de 2008     | Mount Lemmon         | Mt. Lemmon Survey    |
| 425693 | 2011 AL65              | 17 de gener de 2007    | Kitt Peak            | Spacewatch           |
| 425694 | 2011 AZ66              | 14 de desembre de 2010 | Mount Lemmon         | Mt. Lemmon Survey    |
| 425695 | 2011 AY72              | 3 de desembre de 2010  | Catalina             | CSS                  |
| 425696 | 2011 AZ72              | 24 de novembre de 2006 | Mount Lemmon         | Mt. Lemmon Survey    |
| 425697 | 2011 AD74              | 6 de desembre de 2010  | Mount Lemmon         | Mt. Lemmon Survey    |
| 425698 | 2011 AG75              | 11 de gener de 2011    | Catalina             | CSS                  |
| 425699 | 2011 AQ75              | 11 de gener de 2011    | Kitt Peak            | Spacewatch           |
| 425700 | 2011 AT77              | 9 de març de 2007      | Catalina             | CSS                  |

## 425701-425800
| Nom    | Designació provisional | Data de descobriment   | Lloc de descobriment | Descobridor/s        |
| ------ | ---------------------- | ---------------------- | -------------------- | -------------------- |
| 425701 | 2011 BK5               | 24 de gener de 2007    | Mount Lemmon         | Mt. Lemmon Survey    |
| 425702 | 2011 BF6               | 5 de desembre de 2010  | Mount Lemmon         | Mt. Lemmon Survey    |
| 425703 | 2011 BW7               | 3 de maig de 2008      | Kitt Peak            | Spacewatch           |
| 425704 | 2011 BT8               | 16 de gener de 2011    | Mount Lemmon         | Mt. Lemmon Survey    |
| 425705 | 2011 BM9               | 5 de novembre de 2010  | Mount Lemmon         | Mt. Lemmon Survey    |
| 425706 | 2011 BO10              | 14 de març de 2007     | Catalina             | CSS                  |
| 425707 | 2011 BR10              | 13 de desembre de 2006 | Mount Lemmon         | Mt. Lemmon Survey    |
| 425708 | 2011 BO14              | 8 de desembre de 2010  | Mount Lemmon         | Mt. Lemmon Survey    |
| 425709 | 2011 BR19              | 14 de març de 2007     | Anderson Mesa        | LONEOS               |
| 425710 | 2011 BN20              | 23 de gener de 2011    | Mount Lemmon         | Mt. Lemmon Survey    |
| 425711 | 2011 BZ22              | 19 de febrer de 2007   | Siding Spring        | Siding Spring Survey |
| 425712 | 2011 BS23              | 26 de gener de 1998    | Kitt Peak            | Spacewatch           |
| 425713 | 2011 BK24              | 28 de gener de 2011    | Catalina             | CSS                  |
| 425714 | 2011 BH27              | 25 de gener de 2011    | Kitt Peak            | Spacewatch           |
| 425715 | 2011 BJ27              | 14 d'octubre de 2001   | Socorro              | LINEAR               |
| 425716 | 2011 BX28              | 30 de juliol de 2009   | Catalina             | CSS                  |
| 425717 | 2011 BS29              | 16 de novembre de 2010 | Mount Lemmon         | Mt. Lemmon Survey    |
| 425718 | 2011 BT30              | 10 de febrer de 2002   | Socorro              | LINEAR               |
| 425719 | 2011 BD31              | 4 de maig de 2008      | Kitt Peak            | Spacewatch           |
| 425720 | 2011 BV32              | 28 d'agost de 2009     | Kitt Peak            | Spacewatch           |
| 425721 | 2011 BQ35              | 27 de gener de 2007    | Kitt Peak            | Spacewatch           |
| 425722 | 2011 BX37              | 28 de gener de 2011    | Mount Lemmon         | Mt. Lemmon Survey    |
| 425723 | 2011 BK43              | 28 de juliol de 2008   | Mount Lemmon         | Mt. Lemmon Survey    |
| 425724 | 2011 BJ45              | 26 de gener de 2010    | WISE                 | WISE                 |
| 425725 | 2011 BH51              | 1 de desembre de 2006  | Mount Lemmon         | Mt. Lemmon Survey    |
| 425726 | 2011 BQ51              | 21 de setembre de 2009 | Catalina             | CSS                  |
| 425727 | 2011 BL76              | 30 de juliol de 2008   | Mount Lemmon         | Mt. Lemmon Survey    |
| 425728 | 2011 BN76              | 16 de setembre de 2004 | Kitt Peak            | Spacewatch           |
| 425729 | 2011 BB79              | 15 de març de 2004     | Socorro              | LINEAR               |
| 425730 | 2011 BE79              | 23 de desembre de 2006 | Mount Lemmon         | Mt. Lemmon Survey    |
| 425731 | 2011 BJ80              | 14 de març de 2007     | Catalina             | CSS                  |
| 425732 | 2011 BW81              | 28 de gener de 2011    | Mount Lemmon         | Mt. Lemmon Survey    |
| 425733 | 2011 BJ82              | 1 d'octubre de 2005    | Mount Lemmon         | Mt. Lemmon Survey    |
| 425734 | 2011 BM82              | 11 de juny de 2004     | Kitt Peak            | Spacewatch           |
| 425735 | 2011 BP82              | 3 de març de 2000      | Socorro              | LINEAR               |
| 425736 | 2011 BU83              | 11 de juliol de 2004   | Socorro              | LINEAR               |
| 425737 | 2011 BU88              | 19 d'abril de 2004     | Socorro              | LINEAR               |
| 425738 | 2011 BQ90              | 9 d'octubre de 2005    | Kitt Peak            | Spacewatch           |
| 425739 | 2011 BB95              | 10 de gener de 2011    | Mount Lemmon         | Mt. Lemmon Survey    |
| 425740 | 2011 BZ96              | 30 de desembre de 2005 | Mount Lemmon         | Mt. Lemmon Survey    |
| 425741 | 2011 BB97              | 30 d'octubre de 2005   | Kitt Peak            | Spacewatch           |
| 425742 | 2011 BG101             | 17 de febrer de 2007   | Kitt Peak            | Spacewatch           |
| 425743 | 2011 BH101             | 11 de gener de 2011    | Kitt Peak            | Spacewatch           |
| 425744 | 2011 BL101             | 26 de març de 2003     | Kitt Peak            | Spacewatch           |
| 425745 | 2011 BW102             | 21 de desembre de 2006 | Mount Lemmon         | Mt. Lemmon Survey    |
| 425746 | 2011 BH103             | 22 de novembre de 2005 | Kitt Peak            | Spacewatch           |
| 425747 | 2011 BL106             | 28 de gener de 2007    | Mount Lemmon         | Mt. Lemmon Survey    |
| 425748 | 2011 BH109             | 25 d'octubre de 2009   | Kitt Peak            | Spacewatch           |
| 425749 | 2011 BZ116             | 15 de novembre de 2010 | Mount Lemmon         | Mt. Lemmon Survey    |
| 425750 | 2011 BO118             | 13 de setembre de 2005 | Kitt Peak            | Spacewatch           |
| 425751 | 2011 BW154             | 6 d'octubre de 2004    | Kitt Peak            | Spacewatch           |
| 425752 | 2011 BY160             | 18 de novembre de 1998 | Kitt Peak            | Spacewatch           |
| 425753 | 2011 BR161             | 1 de desembre de 1996  | Kitt Peak            | Spacewatch           |
| 425754 | 2011 CP                | 13 de març de 2007     | Catalina             | CSS                  |
| 425755 | 2011 CP4               | 2 de febrer de 2011    | Haleakala            | Pan-STARRS 1         |
| 425756 | 2011 CQ5               | 22 de novembre de 2006 | Kitt Peak            | Spacewatch           |
| 425757 | 2011 CF13              | 25 de novembre de 2006 | Mount Lemmon         | Mt. Lemmon Survey    |
| 425758 | 2011 CU13              | 19 de desembre de 2001 | Kitt Peak            | Spacewatch           |
| 425759 | 2011 CV14              | 14 de setembre de 2005 | Kitt Peak            | Spacewatch           |
| 425760 | 2011 CM17              | 13 de desembre de 2006 | Kitt Peak            | Spacewatch           |
| 425761 | 2011 CB18              | 16 de març de 2007     | Kitt Peak            | Spacewatch           |
| 425762 | 2011 CS18              | 19 de març de 2007     | Anderson Mesa        | LONEOS               |
| 425763 | 2011 CU18              | 9 de desembre de 2010  | Mount Lemmon         | Mt. Lemmon Survey    |
| 425764 | 2011 CD20              | 6 de febrer de 2007    | Kitt Peak            | Spacewatch           |
| 425765 | 2011 CM22              | 10 de gener de 2007    | Mount Lemmon         | Mt. Lemmon Survey    |
| 425766 | 2011 CT24              | 28 de gener de 2011    | Catalina             | CSS                  |
| 425767 | 2011 CD26              | 30 de gener de 2000    | Kitt Peak            | Spacewatch           |
| 425768 | 2011 CJ26              | 28 de setembre de 2009 | Kitt Peak            | Spacewatch           |
| 425769 | 2011 CC30              | 14 de maig de 2004     | Kitt Peak            | Spacewatch           |
| 425770 | 2011 CQ31              | 21 de febrer de 2007   | Mount Lemmon         | Mt. Lemmon Survey    |
| 425771 | 2011 CB32              | 25 de gener de 2011    | Kitt Peak            | Spacewatch           |
| 425772 | 2011 CY36              | 7 de febrer de 2007    | Mount Lemmon         | Mt. Lemmon Survey    |
| 425773 | 2011 CJ38              | 14 de desembre de 2006 | Kitt Peak            | Spacewatch           |
| 425774 | 2011 CD40              | 26 de gener de 2011    | Mount Lemmon         | Mt. Lemmon Survey    |
| 425775 | 2011 CO40              | 3 de juliol de 2003    | Kitt Peak            | Spacewatch           |
| 425776 | 2011 CP41              | 1 de novembre de 2010  | Mount Lemmon         | Mt. Lemmon Survey    |
| 425777 | 2011 CL47              | 21 de febrer de 2007   | Mount Lemmon         | Mt. Lemmon Survey    |
| 425778 | 2011 CP51              | 18 de setembre de 2004 | Socorro              | LINEAR               |
| 425779 | 2011 CY55              | 18 d'agost de 2009     | Kitt Peak            | Spacewatch           |
| 425780 | 2011 CC56              | 3 d'octubre de 2005    | Kitt Peak            | Spacewatch           |
| 425781 | 2011 CM58              | 27 de setembre de 2009 | Mount Lemmon         | Mt. Lemmon Survey    |
| 425782 | 2011 CL68              | 10 de desembre de 2006 | Kitt Peak            | Spacewatch           |
| 425783 | 2011 CC71              | 13 de març de 2007     | Kitt Peak            | Spacewatch           |
| 425784 | 2011 CP71              | 21 de gener de 2010    | WISE                 | WISE                 |
| 425785 | 2011 CM72              | 11 de gener de 2011    | Mount Lemmon         | Mt. Lemmon Survey    |
| 425786 | 2011 CW74              | 12 de desembre de 2010 | Mount Lemmon         | Mt. Lemmon Survey    |
| 425787 | 2011 CD76              | 17 de gener de 2007    | Catalina             | CSS                  |
| 425788 | 2011 CO78              | 21 de febrer de 2007   | Mount Lemmon         | Mt. Lemmon Survey    |
| 425789 | 2011 CL79              | 16 d'abril de 2007     | Siding Spring        | Siding Spring Survey |
| 425790 | 2011 CU79              | 13 de novembre de 2010 | Mount Lemmon         | Mt. Lemmon Survey    |
| 425791 | 2011 CM87              | 11 de desembre de 2009 | Mount Lemmon         | Mt. Lemmon Survey    |
| 425792 | 2011 CC91              | 6 de desembre de 2005  | Kitt Peak            | Spacewatch           |
| 425793 | 2011 CV91              | 10 de gener de 2007    | Mount Lemmon         | Mt. Lemmon Survey    |
| 425794 | 2011 CZ92              | 23 d'abril de 2004     | Kitt Peak            | Spacewatch           |
| 425795 | 2011 CZ95              | 22 d'octubre de 2005   | Kitt Peak            | Spacewatch           |
| 425796 | 2011 CC103             | 11 de febrer de 2002   | Socorro              | LINEAR               |
| 425797 | 2011 CT103             | 30 de desembre de 2005 | Kitt Peak            | Spacewatch           |
| 425798 | 2011 CC104             | 4 d'octubre de 2004    | Kitt Peak            | Spacewatch           |
| 425799 | 2011 CH107             | 22 de novembre de 2005 | Kitt Peak            | Spacewatch           |
| 425800 | 2011 CC109             | 5 de setembre de 2008  | Kitt Peak            | Spacewatch           |

## 425801-425900
| Nom    | Designació provisional | Data de descobriment   | Lloc de descobriment | Descobridor/s     |
| ------ | ---------------------- | ---------------------- | -------------------- | ----------------- |
| 425801 | 2011 CO112             | 11 de desembre de 2009 | Mount Lemmon         | Mt. Lemmon Survey |
| 425802 | 2011 CF117             | 25 de novembre de 2009 | Kitt Peak            | Spacewatch        |
| 425803 | 2011 CY117             | 24 de setembre de 2005 | Kitt Peak            | Spacewatch        |
| 425804 | 2011 DM5               | 12 de febrer de 2002   | Kitt Peak            | Spacewatch        |
| 425805 | 2011 DH8               | 20 de març de 2007     | Kitt Peak            | Spacewatch        |
| 425806 | 2011 DW8               | 15 d'abril de 2007     | Kitt Peak            | Spacewatch        |
| 425807 | 2011 DD10              | 11 de novembre de 2009 | Kitt Peak            | Spacewatch        |
| 425808 | 2011 DE11              | 15 de març de 2007     | Kitt Peak            | Spacewatch        |
| 425809 | 2011 DK13              | 25 de novembre de 2005 | Kitt Peak            | Spacewatch        |
| 425810 | 2011 DO13              | 17 de febrer de 2007   | Kitt Peak            | Spacewatch        |
| 425811 | 2011 DL15              | 7 d'agost de 2004      | Campo Imperatore     | CINEOS            |
| 425812 | 2011 DX15              | 15 de setembre de 2004 | Kitt Peak            | Spacewatch        |
| 425813 | 2011 DD18              | 20 d'abril de 2007     | Kitt Peak            | Spacewatch        |
| 425814 | 2011 DV19              | 28 de gener de 2011    | Mount Lemmon         | Mt. Lemmon Survey |
| 425815 | 2011 DK23              | 20 d'abril de 2007     | Mount Lemmon         | Mt. Lemmon Survey |
| 425816 | 2011 DD24              | 26 de febrer de 2011   | Kitt Peak            | Spacewatch        |
| 425817 | 2011 DC25              | 6 de febrer de 2007    | Kitt Peak            | Spacewatch        |
| 425818 | 2011 DV28              | 27 de setembre de 2009 | Kitt Peak            | Spacewatch        |
| 425819 | 2011 DV39              | 14 de març de 2007     | Kitt Peak            | Spacewatch        |
| 425820 | 2011 DL41              | 22 d'abril de 2007     | Kitt Peak            | Spacewatch        |
| 425821 | 2011 DO48              | 26 de gener de 2007    | Kitt Peak            | Spacewatch        |
| 425822 | 2011 EP4               | 9 de maig de 2007      | Mount Lemmon         | Mt. Lemmon Survey |
| 425823 | 2011 EO8               | 30 de setembre de 2005 | Kitt Peak            | Spacewatch        |
| 425824 | 2011 ES10              | 10 de maig de 2003     | Kitt Peak            | Spacewatch        |
| 425825 | 2011 EP12              | 23 de setembre de 2004 | Kitt Peak            | Spacewatch        |
| 425826 | 2011 ET13              | 9 de febrer de 2011    | Mount Lemmon         | Mt. Lemmon Survey |
| 425827 | 2011 EA15              | 27 de gener de 2007    | Mount Lemmon         | Mt. Lemmon Survey |
| 425828 | 2011 EA16              | 5 de desembre de 2010  | Mount Lemmon         | Mt. Lemmon Survey |
| 425829 | 2011 ER16              | 23 de febrer de 2011   | Kitt Peak            | Spacewatch        |
| 425830 | 2011 ET18              | 20 de febrer de 2002   | Socorro              | LINEAR            |
| 425831 | 2011 EA20              | 17 de gener de 2007    | Kitt Peak            | Spacewatch        |
| 425832 | 2011 EA23              | 29 de juliol de 2008   | Kitt Peak            | Spacewatch        |
| 425833 | 2011 EF23              | 14 de març de 2007     | Kitt Peak            | Spacewatch        |
| 425834 | 2011 EH24              | 9 de gener de 2002     | Socorro              | LINEAR            |
| 425835 | 2011 EV26              | 21 de desembre de 2006 | Mount Lemmon         | Mt. Lemmon Survey |
| 425836 | 2011 EP27              | 15 de març de 2007     | Kitt Peak            | Spacewatch        |
| 425837 | 2011 EY36              | 25 de setembre de 2008 | Kitt Peak            | Spacewatch        |
| 425838 | 2011 EQ37              | 18 de març de 2007     | Kitt Peak            | Spacewatch        |
| 425839 | 2011 ED38              | 15 d'abril de 2007     | Catalina             | CSS               |
| 425840 | 2011 EO39              | 20 de gener de 2006    | Kitt Peak            | Spacewatch        |
| 425841 | 2011 EQ41              | 22 d'octubre de 2009   | Mount Lemmon         | Mt. Lemmon Survey |
| 425842 | 2011 EP43              | 26 de febrer de 2007   | Mount Lemmon         | Mt. Lemmon Survey |
| 425843 | 2011 EK50              | 10 de febrer de 2011   | Catalina             | CSS               |
| 425844 | 2011 EP53              | 9 de març de 2011      | Kitt Peak            | Spacewatch        |
| 425845 | 2011 EX53              | 16 de març de 2007     | Kitt Peak            | Spacewatch        |
| 425846 | 2011 EM54              | 10 de març de 2011     | Kitt Peak            | Spacewatch        |
| 425847 | 2011 EV54              | 10 de febrer de 2002   | Socorro              | LINEAR            |
| 425848 | 2011 EG58              | 5 de maig de 2006      | Kitt Peak            | Spacewatch        |
| 425849 | 2011 EH59              | 22 de maig de 2003     | Kitt Peak            | Spacewatch        |
| 425850 | 2011 ET62              | 15 d'abril de 2007     | Catalina             | CSS               |
| 425851 | 2011 ER68              | 1 de novembre de 2005  | Kitt Peak            | Spacewatch        |
| 425852 | 2011 EY68              | 10 d'abril de 2003     | Kitt Peak            | Spacewatch        |
| 425853 | 2011 EV70              | 6 de març de 2011      | Kitt Peak            | Spacewatch        |
| 425854 | 2011 EV71              | 10 de novembre de 2009 | Kitt Peak            | Spacewatch        |
| 425855 | 2011 EY71              | 2 d'octubre de 2008    | Mount Lemmon         | Mt. Lemmon Survey |
| 425856 | 2011 EL72              | 11 de març de 2011     | Kitt Peak            | Spacewatch        |
| 425857 | 2011 EH75              | 9 d'abril de 1996      | Kitt Peak            | Spacewatch        |
| 425858 | 2011 EU75              | 11 de març de 2007     | Kitt Peak            | Spacewatch        |
| 425859 | 2011 EG80              | 27 d'octubre de 2005   | Mount Lemmon         | Mt. Lemmon Survey |
| 425860 | 2011 EZ82              | 30 d'abril de 2003     | Kitt Peak            | Spacewatch        |
| 425861 | 2011 EB83              | 18 de setembre de 2009 | Catalina             | CSS               |
| 425862 | 2011 EQ84              | 9 de març de 2011      | Kitt Peak            | Spacewatch        |
| 425863 | 2011 EN86              | 22 d'abril de 2007     | Mount Lemmon         | Mt. Lemmon Survey |
| 425864 | 2011 FM2               | 25 de març de 2011     | Kitt Peak            | Spacewatch        |
| 425865 | 2011 FX3               | 24 d'abril de 2007     | Mount Lemmon         | Mt. Lemmon Survey |
| 425866 | 2011 FF4               | 16 de març de 2007     | Mount Lemmon         | Mt. Lemmon Survey |
| 425867 | 2011 FW6               | 8 de gener de 2011     | Mount Lemmon         | Mt. Lemmon Survey |
| 425868 | 2011 FW7               | 22 de setembre de 2008 | Mount Lemmon         | Mt. Lemmon Survey |
| 425869 | 2011 FL10              | 12 de març de 2002     | Kitt Peak            | Spacewatch        |
| 425870 | 2011 FE11              | 6 de desembre de 2005  | Kitt Peak            | Spacewatch        |
| 425871 | 2011 FQ11              | 25 de març de 2011     | Kitt Peak            | Spacewatch        |
| 425872 | 2011 FH12              | 26 de gener de 2006    | Mount Lemmon         | Mt. Lemmon Survey |
| 425873 | 2011 FS16              | 10 d'agost de 2007     | Kitt Peak            | Spacewatch        |
| 425874 | 2011 FM18              | 25 de març de 2011     | Kitt Peak            | Spacewatch        |
| 425875 | 2011 FW18              | 27 de març de 2011     | Kitt Peak            | Spacewatch        |
| 425876 | 2011 FH19              | 2 d'abril de 2005      | Mount Lemmon         | Mt. Lemmon Survey |
| 425877 | 2011 FP19              | 2 de març de 2011      | Kitt Peak            | Spacewatch        |
| 425878 | 2011 FP22              | 2 de febrer de 2006    | Kitt Peak            | Spacewatch        |
| 425879 | 2011 FB24              | 29 de desembre de 2005 | Mount Lemmon         | Mt. Lemmon Survey |
| 425880 | 2011 FE25              | 11 de gener de 2011    | Kitt Peak            | Spacewatch        |
| 425881 | 2011 FT26              | 3 de desembre de 2008  | Mount Lemmon         | Mt. Lemmon Survey |
| 425882 | 2011 FL30              | 4 de desembre de 2005  | Kitt Peak            | Spacewatch        |
| 425883 | 2011 FZ32              | 22 de gener de 2002    | Kitt Peak            | Spacewatch        |
| 425884 | 2011 FU33              | 22 de setembre de 2008 | Kitt Peak            | Spacewatch        |
| 425885 | 2011 FA34              | 13 de maig de 2007     | Kitt Peak            | Spacewatch        |
| 425886 | 2011 FV35              | 10 de març de 2011     | Kitt Peak            | Spacewatch        |
| 425887 | 2011 FJ36              | 5 de març de 2011      | Kitt Peak            | Spacewatch        |
| 425888 | 2011 FH41              | 25 de desembre de 2005 | Kitt Peak            | Spacewatch        |
| 425889 | 2011 FC48              | 29 de març de 2011     | Kitt Peak            | Spacewatch        |
| 425890 | 2011 FO48              | 29 de març de 2011     | Kitt Peak            | Spacewatch        |
| 425891 | 2011 FP48              | 16 de maig de 2010     | WISE                 | WISE              |
| 425892 | 2011 FO51              | 14 de març de 2007     | Catalina             | CSS               |
| 425893 | 2011 FQ57              | 30 de març de 2011     | Mount Lemmon         | Mt. Lemmon Survey |
| 425894 | 2011 FP59              | 23 de gener de 2006    | Mount Lemmon         | Mt. Lemmon Survey |
| 425895 | 2011 FT59              | 15 de març de 2002     | Kitt Peak            | Spacewatch        |
| 425896 | 2011 FV63              | 25 de març de 2011     | Kitt Peak            | Spacewatch        |
| 425897 | 2011 FG70              | 11 de desembre de 2010 | Kitt Peak            | Spacewatch        |
| 425898 | 2011 FP79              | 4 de febrer de 2006    | Mount Lemmon         | Mt. Lemmon Survey |
| 425899 | 2011 FJ84              | 27 de febrer de 2010   | WISE                 | WISE              |
| 425900 | 2011 FA88              | 22 d'octubre de 2009   | Mount Lemmon         | Mt. Lemmon Survey |

## 425901-426000
| Nom    | Designació provisional | Data de descobriment   | Lloc de descobriment | Descobridor/s     |
| ------ | ---------------------- | ---------------------- | -------------------- | ----------------- |
| 425901 | 2011 FB88              | 25 de març de 2007     | Mount Lemmon         | Mt. Lemmon Survey |
| 425902 | 2011 FO88              | 23 de setembre de 2008 | Kitt Peak            | Spacewatch        |
| 425903 | 2011 FE101             | 31 de gener de 2006    | Kitt Peak            | Spacewatch        |
| 425904 | 2011 FL104             | 14 de març de 2010     | WISE                 | WISE              |
| 425905 | 2011 FB115             | 22 de setembre de 2003 | Anderson Mesa        | LONEOS            |
| 425906 | 2011 FY120             | 14 de març de 2011     | Mount Lemmon         | Mt. Lemmon Survey |
| 425907 | 2011 FB125             | 25 de novembre de 2005 | Kitt Peak            | Spacewatch        |
| 425908 | 2011 FM126             | 28 d'abril de 2003     | Kitt Peak            | Spacewatch        |
| 425909 | 2011 FG127             | 12 de gener de 2002    | Kitt Peak            | Spacewatch        |
| 425910 | 2011 FE132             | 23 de setembre de 2005 | Kitt Peak            | Spacewatch        |
| 425911 | 2011 FG132             | 31 de març de 2003     | Anderson Mesa        | LONEOS            |
| 425912 | 2011 FS134             | 13 de febrer de 2002   | Kitt Peak            | Spacewatch        |
| 425913 | 2011 FE141             | 23 de gener de 2006    | Kitt Peak            | Spacewatch        |
| 425914 | 2011 FJ141             | 10 d'octubre de 2004   | Kitt Peak            | Spacewatch        |
| 425915 | 2011 FL143             | 7 d'octubre de 2008    | Kitt Peak            | Spacewatch        |
| 425916 | 2011 FD148             | 10 d'abril de 2002     | Socorro              | LINEAR            |
| 425917 | 2011 FN152             | 10 de febrer de 2011   | Catalina             | CSS               |
| 425918 | 2011 FA154             | 27 de març de 2011     | Mount Lemmon         | Mt. Lemmon Survey |
| 425919 | 2011 FV157             | 16 de novembre de 2003 | Catalina             | CSS               |
| 425920 | 2011 GU12              | 11 d'octubre de 2004   | Kitt Peak            | Spacewatch        |
| 425921 | 2011 GZ13              | 1 d'abril de 2011      | Mount Lemmon         | Mt. Lemmon Survey |
| 425922 | 2011 GC17              | 1 d'octubre de 2003    | Kitt Peak            | Spacewatch        |
| 425923 | 2011 GP17              | 22 d'abril de 1998     | Kitt Peak            | Spacewatch        |
| 425924 | 2011 GU24              | 21 d'abril de 1998     | Socorro              | LINEAR            |
| 425925 | 2011 GD27              | 3 de novembre de 2008  | Kitt Peak            | Spacewatch        |
| 425926 | 2011 GW38              | 21 de novembre de 2009 | Kitt Peak            | Spacewatch        |
| 425927 | 2011 GG39              | 20 de febrer de 2006   | Kitt Peak            | Spacewatch        |
| 425928 | 2011 GY39              | 22 de gener de 2006    | Mount Lemmon         | Mt. Lemmon Survey |
| 425929 | 2011 GS46              | 7 de febrer de 2002    | Socorro              | LINEAR            |
| 425930 | 2011 GZ46              | 20 d'octubre de 2008   | Mount Lemmon         | Mt. Lemmon Survey |
| 425931 | 2011 GD56              | 23 de gener de 2006    | Kitt Peak            | Spacewatch        |
| 425932 | 2011 GL58              | 27 de març de 2011     | Kitt Peak            | Spacewatch        |
| 425933 | 2011 GO60              | 23 d'abril de 2007     | Mount Lemmon         | Mt. Lemmon Survey |
| 425934 | 2011 GD61              | 16 de desembre de 2009 | Mount Lemmon         | Mt. Lemmon Survey |
| 425935 | 2011 GL61              | 26 de març de 2011     | Mount Lemmon         | Mt. Lemmon Survey |
| 425936 | 2011 GH64              | 27 de febrer de 2007   | Kitt Peak            | Spacewatch        |
| 425937 | 2011 GP64              | 16 de març de 2007     | Kitt Peak            | Spacewatch        |
| 425938 | 2011 GC65              | 26 de març de 2011     | Mount Lemmon         | Mt. Lemmon Survey |
| 425939 | 2011 GU67              | 25 de març de 2011     | Catalina             | CSS               |
| 425940 | 2011 GQ70              | 13 d'abril de 2011     | Kitt Peak            | Spacewatch        |
| 425941 | 2011 GS70              | 26 de desembre de 2005 | Mount Lemmon         | Mt. Lemmon Survey |
| 425942 | 2011 GT71              | 1 de desembre de 2005  | Kitt Peak            | Spacewatch        |
| 425943 | 2011 GY71              | 20 d'octubre de 2008   | Mount Lemmon         | Mt. Lemmon Survey |
| 425944 | 2011 GT75              | 10 de gener de 2006    | Mount Lemmon         | Mt. Lemmon Survey |
| 425945 | 2011 GX75              | 20 d'abril de 2007     | Kitt Peak            | Spacewatch        |
| 425946 | 2011 GB76              | 27 de març de 2011     | Mount Lemmon         | Mt. Lemmon Survey |
| 425947 | 2011 GH77              | 19 de setembre de 2003 | Kitt Peak            | Spacewatch        |
| 425948 | 2011 GZ78              | 11 de maig de 2007     | Kitt Peak            | Spacewatch        |
| 425949 | 2011 GL84              | 1 d'abril de 2011      | Mount Lemmon         | Mt. Lemmon Survey |
| 425950 | 2011 GS84              | 19 de setembre de 2003 | Kitt Peak            | Spacewatch        |
| 425951 | 2011 GN87              | 30 de desembre de 2005 | Kitt Peak            | Spacewatch        |
| 425952 | 2011 HL3               | 20 de novembre de 2008 | Kitt Peak            | Spacewatch        |
| 425953 | 2011 HR3               | 25 de maig de 2006     | Mount Lemmon         | Mt. Lemmon Survey |
| 425954 | 2011 HY3               | 24 d'abril de 2007     | Mount Lemmon         | Mt. Lemmon Survey |
| 425955 | 2011 HE7               | 10 de març de 2011     | Mount Lemmon         | Mt. Lemmon Survey |
| 425956 | 2011 HL10              | 6 de març de 2011      | Kitt Peak            | Spacewatch        |
| 425957 | 2011 HL11              | 5 de febrer de 2006    | Mount Lemmon         | Mt. Lemmon Survey |
| 425958 | 2011 HC14              | 9 de febrer de 2010    | Mount Lemmon         | Mt. Lemmon Survey |
| 425959 | 2011 HC16              | 23 de març de 2006     | Mount Lemmon         | Mt. Lemmon Survey |
| 425960 | 2011 HH18              | 6 de novembre de 2005  | Mount Lemmon         | Mt. Lemmon Survey |
| 425961 | 2011 HL19              | 13 de setembre de 2007 | Kitt Peak            | Spacewatch        |
| 425962 | 2011 HY20              | 23 de febrer de 1998   | Kitt Peak            | Spacewatch        |
| 425963 | 2011 HL22              | 14 de març de 2010     | WISE                 | WISE              |
| 425964 | 2011 HO23              | 2 d'abril de 2011      | Kitt Peak            | Spacewatch        |
| 425965 | 2011 HT31              | 5 de setembre de 2008  | Kitt Peak            | Spacewatch        |
| 425966 | 2011 HK33              | 7 de desembre de 2005  | Kitt Peak            | Spacewatch        |
| 425967 | 2011 HY43              | 20 d'abril de 2007     | Kitt Peak            | Spacewatch        |
| 425968 | 2011 HA45              | 26 de març de 2011     | Kitt Peak            | Spacewatch        |
| 425969 | 2011 HG50              | 29 d'abril de 2011     | Mount Lemmon         | Mt. Lemmon Survey |
| 425970 | 2011 HH50              | 16 de febrer de 2010   | Kitt Peak            | Spacewatch        |
| 425971 | 2011 HC52              | 5 de desembre de 2005  | Mount Lemmon         | Mt. Lemmon Survey |
| 425972 | 2011 HD57              | 28 d'abril de 2011     | Kitt Peak            | Spacewatch        |
| 425973 | 2011 HL60              | 19 d'abril de 2010     | WISE                 | WISE              |
| 425974 | 2011 HX60              | 8 de maig de 2006      | Kitt Peak            | Spacewatch        |
| 425975 | 2011 HS63              | 5 d'abril de 2011      | Kitt Peak            | Spacewatch        |
| 425976 | 2011 HY63              | 2 de novembre de 2008  | Mount Lemmon         | Mt. Lemmon Survey |
| 425977 | 2011 HV67              | 13 de març de 2011     | Mount Lemmon         | Mt. Lemmon Survey |
| 425978 | 2011 HL72              | 3 de maig de 2010      | WISE                 | WISE              |
| 425979 | 2011 HH73              | 12 de novembre de 2005 | Kitt Peak            | Spacewatch        |
| 425980 | 2011 HP73              | 4 de desembre de 2005  | Kitt Peak            | Spacewatch        |
| 425981 | 2011 HG74              | 8 de gener de 2006     | Mount Lemmon         | Mt. Lemmon Survey |
| 425982 | 2011 HL75              | 25 de febrer de 2006   | Mount Lemmon         | Mt. Lemmon Survey |
| 425983 | 2011 HA77              | 22 de maig de 2006     | Kitt Peak            | Spacewatch        |
| 425984 | 2011 HF77              | 3 de desembre de 2008  | Mount Lemmon         | Mt. Lemmon Survey |
| 425985 | 2011 HO77              | 10 de març de 2002     | Cima Ekar            | ADAS              |
| 425986 | 2011 HR81              | 5 de març de 1997      | Kitt Peak            | Spacewatch        |
| 425987 | 2011 HD82              | 4 d'abril de 2011      | Kitt Peak            | Spacewatch        |
| 425988 | 2011 HK82              | 12 de desembre de 1996 | Kitt Peak            | Spacewatch        |
| 425989 | 2011 HX82              | 24 d'abril de 2011     | Kitt Peak            | Spacewatch        |
| 425990 | 2011 HV84              | 9 d'octubre de 2008    | Mount Lemmon         | Mt. Lemmon Survey |
| 425991 | 2011 HX84              | 27 de març de 2011     | Catalina             | CSS               |
| 425992 | 2011 HR89              | 10 de març de 2005     | Mount Lemmon         | Mt. Lemmon Survey |
| 425993 | 2011 HS90              | 23 de gener de 2006    | Kitt Peak            | Spacewatch        |
| 425994 | 2011 HE92              | 27 de març de 2011     | Mount Lemmon         | Mt. Lemmon Survey |
| 425995 | 2011 HX97              | 25 de desembre de 2003 | Kitt Peak            | Spacewatch        |
| 425996 | 2011 HS100             | 2 de novembre de 2008  | Mount Lemmon         | Mt. Lemmon Survey |
| 425997 | 2011 HS102             | 26 de novembre de 2009 | Mount Lemmon         | Mt. Lemmon Survey |
| 425998 | 2011 JE4               | 1 de gener de 1998     | Kitt Peak            | Spacewatch        |
| 425999 | 2011 JF6               | 21 de novembre de 2009 | Mount Lemmon         | Mt. Lemmon Survey |
| 426000 | 2011 JX7               | 14 de gener de 2011    | Mount Lemmon         | Mt. Lemmon Survey |